# Petra
Petra (en griego antiguo, Πέτρα, en árabe, البتراء, al-Batrā´) es un importante enclave arqueológico en Jordania y la capital del antiguo reino nabateo, cuyos pobladores la llamaban Raqmu (en árabe nabateo: الرقيم). El nombre de Petra proviene del griego πέτρα, que significa piedra.
El asentamiento de Petra se localiza en un valle angosto, al este del valle de Arabá que se extiende desde el mar Muerto hasta el golfo de Áqaba. Los restos más célebres de Petra son sin duda sus construcciones labradas en la misma roca del valle (hemispeos), en particular, los edificios conocidos como el Khazneh (‘el Tesoro’) y el Deir (‘el Monasterio’).
Fundada a finales del siglo VIII a. C. por los edomitas, fue ocupada en el siglo VI a. C. por los nabateos que la hicieron prosperar gracias a su situación en la ruta de las caravanas que llevaban el incienso, las especias y otros productos de lujo entre Egipto, Siria, Arabia y el sur del Mediterráneo.
Hacia el siglo VI d. C., el cambio de las rutas comerciales y los terremotos sufridos condujeron al abandono de la ciudad por sus habitantes. Cayó en el olvido hasta que en 1812 el lugar fue redescubierto para el mundo occidental por el explorador suizo Jean Louis Burckhardt (1784-1817).
Numerosos edificios, cuyas fachadas están directamente esculpidas en la roca, forman un conjunto monumental único que, a partir del 6 de diciembre de 1985, está inscrito en la Lista del Patrimonio Mundial de la Unesco. La zona que rodea el lugar es también, desde 1993, parque nacional arqueológico.
Desde el 7 de julio de 2007, Petra forma parte de las nuevas siete maravillas del mundo moderno.

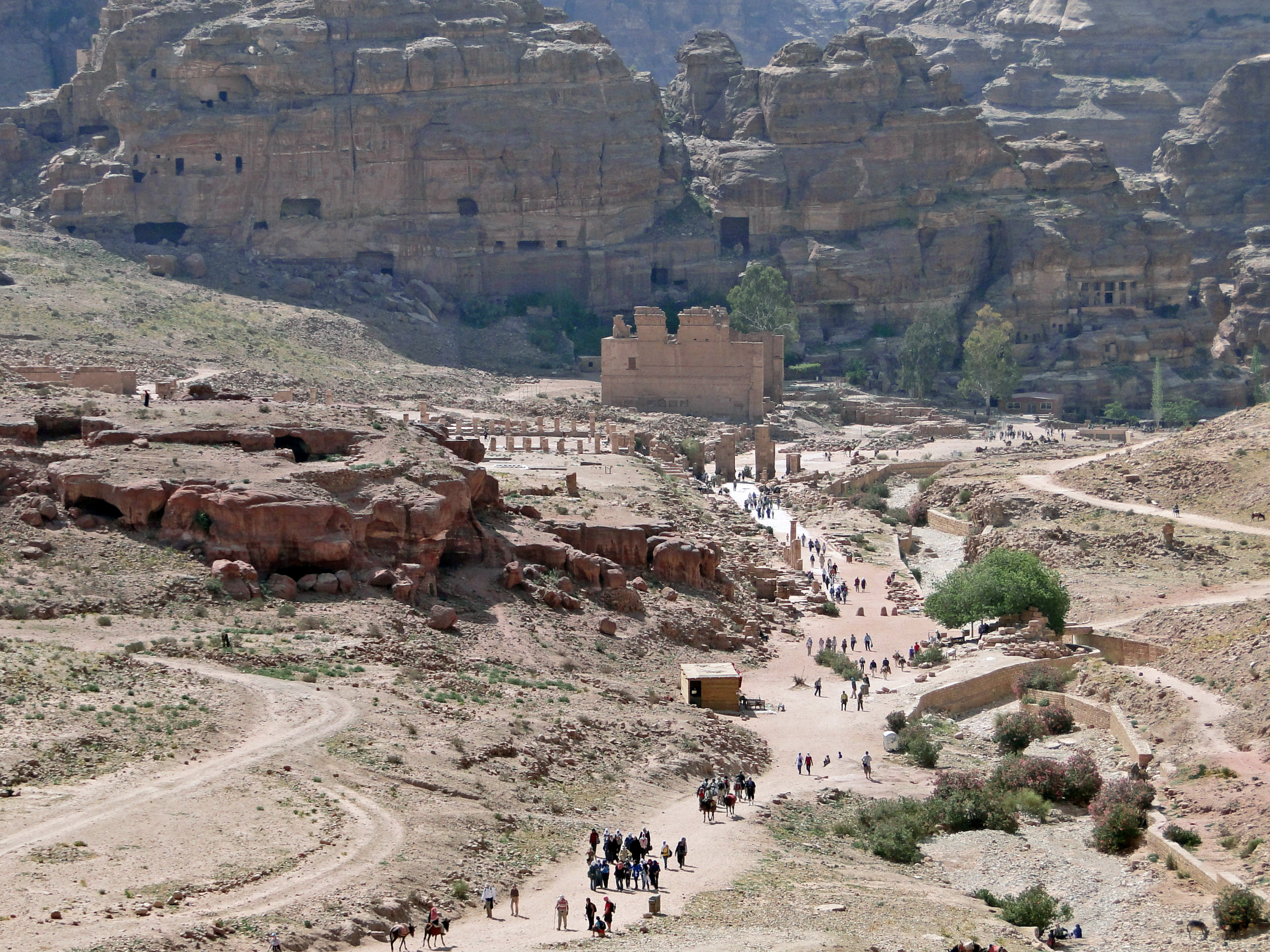
Petra inferior. Según el investigador de historia y arqueología islámica Dan Gibson, este fue el lugar donde Mahoma recibió las primeras revelaciones y la primera Qibla fue Petra.

## Geografía
Petra se encuentra a mitad de camino entre el golfo de Áqaba y el mar Muerto a una altitud de 800 a 1396 m s. n. m. (metros sobre el nivel del mar) en un valle de la región montañosa de Edom, al este del valle de Arabá. Hoy, Petra está alrededor de 200 km (kilómetros) al suroeste de la capital jordana Amán, aproximadamente a 3 horas en automóvil.
La situación de Petra, construida en gran parte en la misma roca, como si de una escultura se tratase, está por eso mismo embutida entre rocas abruptas y empinadas, entre los pasadizos o pequeños cañones excavados por la erosión del agua a través de miles de años. Dispone de un suministro seguro de agua, lo que hace que sea un lugar propicio para el desarrollo de una próspera ciudad. El lugar es accesible solo por un estrecho sendero de montaña por el noroeste, o al este a través de un cañón de aproximadamente 1,5 km de longitud y hasta 200 m (metros) de altura, el Siq, el acceso principal, que en su lugar más estrecho mide apenas dos metros de ancho.
La presencia de agua y la seguridad proporcionada por el emplazamiento de Petra hizo de ella una parada natural en la intersección de varias rutas de caravanas que conectaban Egipto, Siria y Arabia con el sur del mar Mediterráneo, cargadas sobre todo con productos de lujo (especias y seda de la India, de marfil de África, perlas del mar Rojo e incienso del sur de Arabia). La resina de árbol del incienso (Boswellia) era codiciada en todo el mundo antiguo como una ofrenda religiosa especialmente valiosa, y también como medicamento.
La actividad comercial generada por las caravanas y las tasas percibidas producían importantes beneficios para los nabateos. Como resultado, la ciudad albergó desde el siglo V a. C. un importante mercado hasta el siglo III.

### Plano detallado de la ciudad

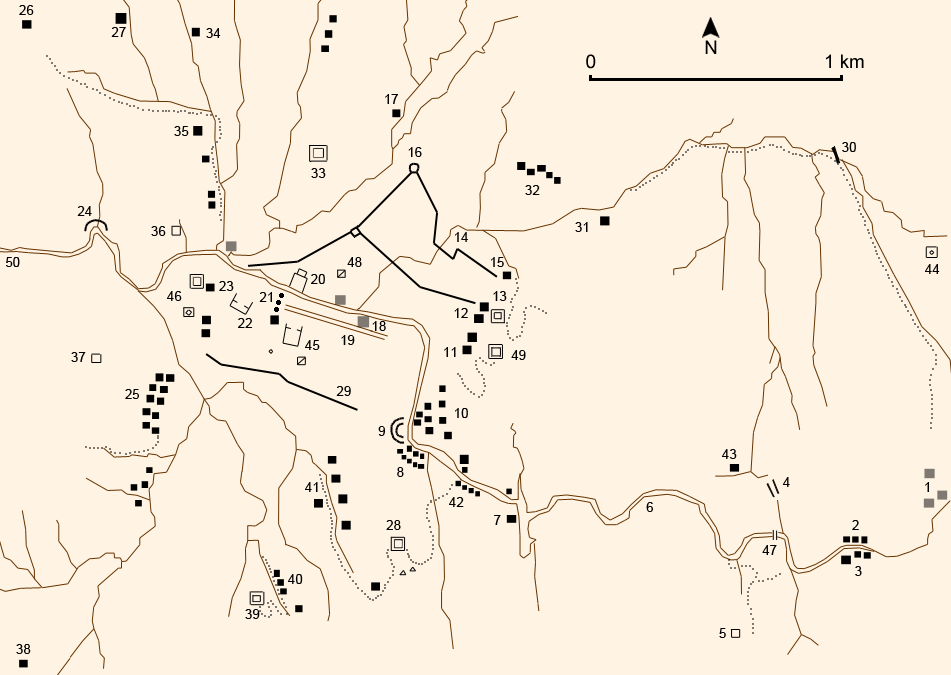
Plano detallado de la ciudad de Petra, en Jordania.
Muralla Camino de acceso
Edificios antiguos, tumbas rupestres o templos
Edificios recientes, destinados al turismo principalmente
Cuadrado doble: altos lugares
Cuadrado con círculo: fortalezas de los cruzados
Cuadrado con barra: excavación

Muralla              Camino de acceso

## Geología

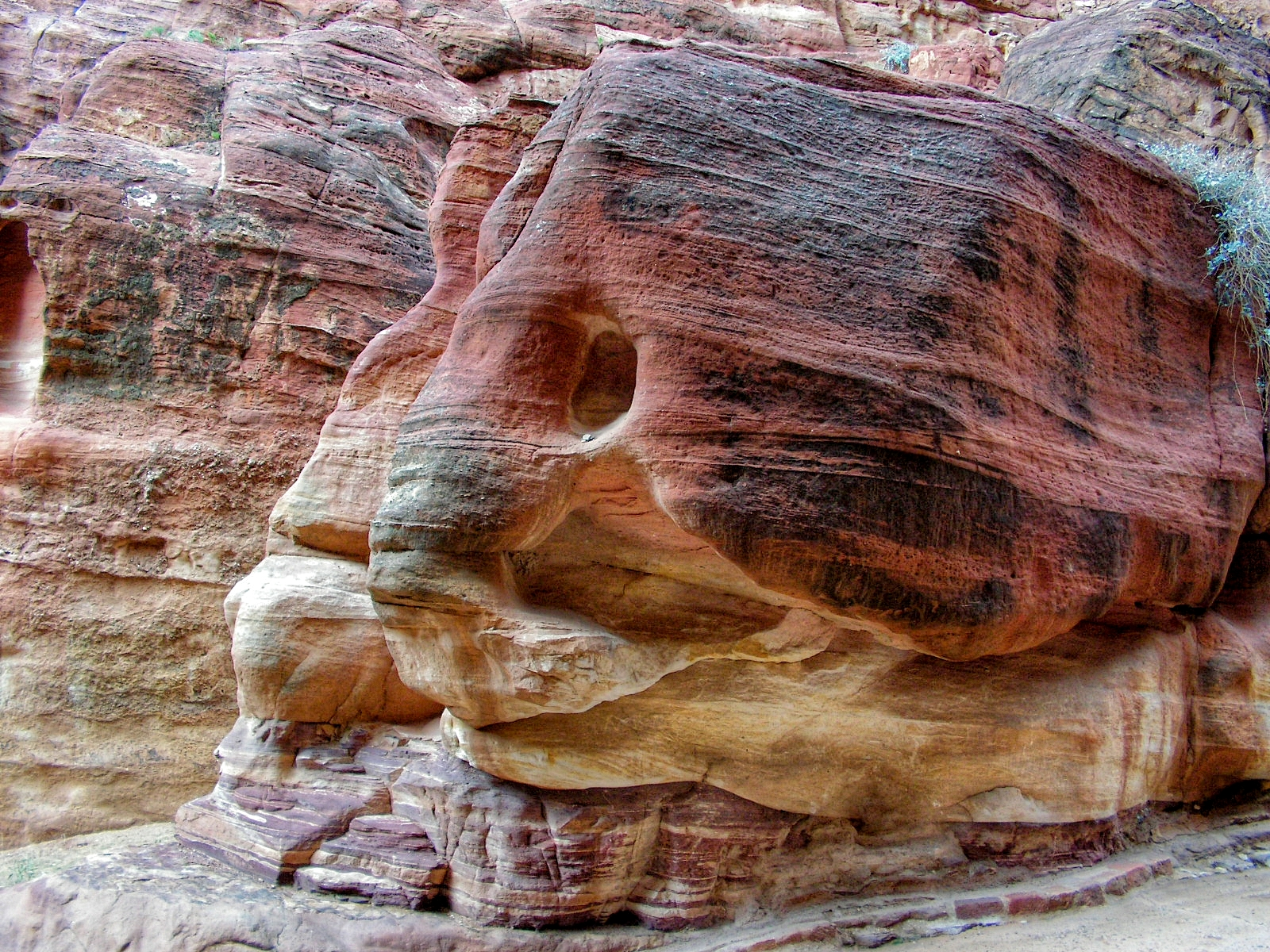
Areniscas de fuertes colores de la Formación Umm Ishrin (Cámbrico superior).

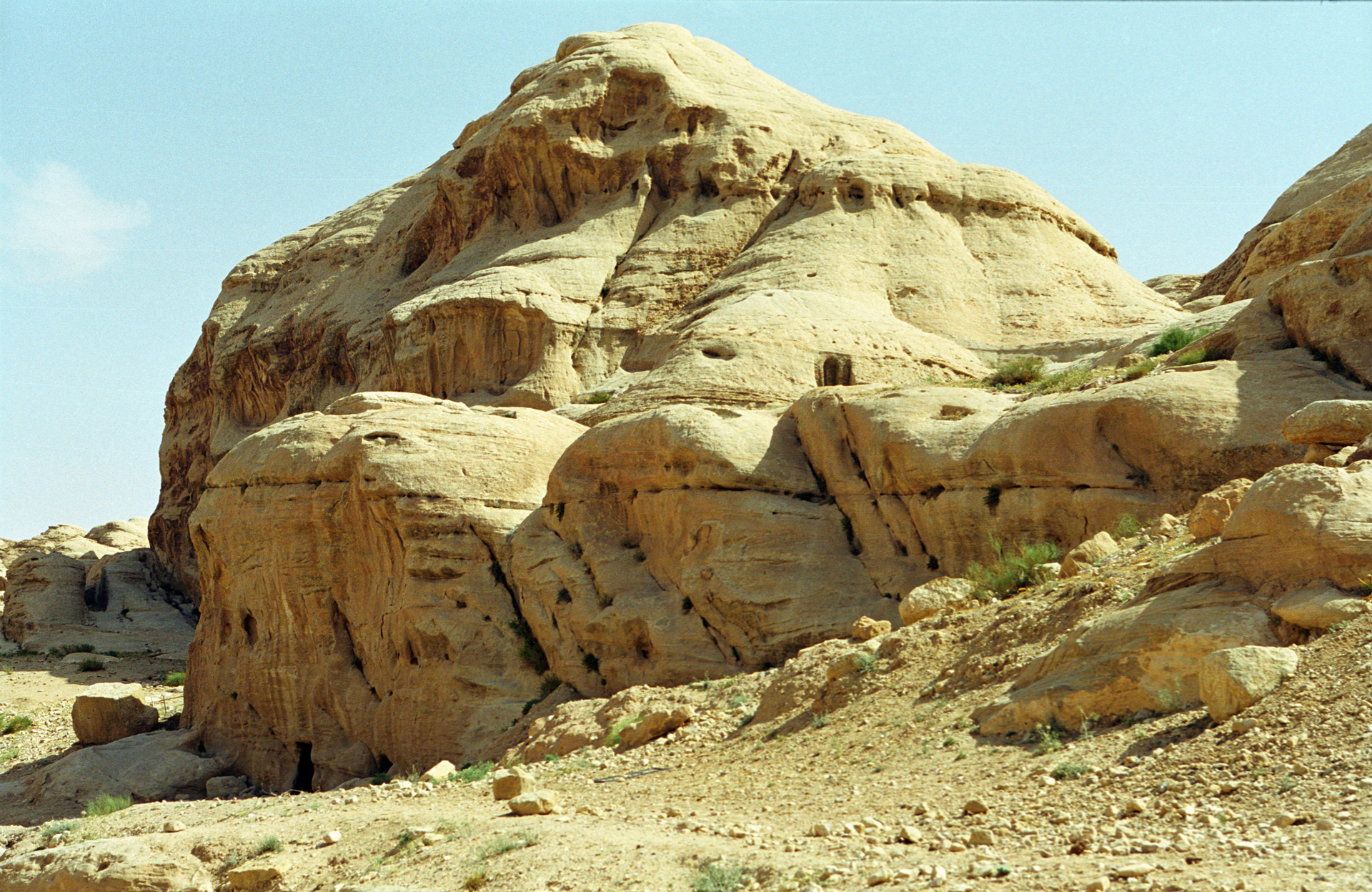
Areniscas blancas de la Formación Disi (Ordovícico inferior).

El lugar está compuesto de areniscas, una roca detrítica formada a partir de la agregación y cementación o diagénesis de los granos de arena.
Las areniscas pertenecen a dos formaciones superpuestas, la Formación Umm Ishrin, la inferior, de colores rojizos, es la que aflora en la mayor parte de Petra y sobre la que se han excavado la mayoría de las tumbas, y la Formación Disi, suprayacente a la anterior, de color blanco. Ambas formaciones componen el Grupo Rum.
- La Formación Umm Ishrin es de edad Cámbrico superior, compuesta por areniscas de grano fino a medio con cementaciones de hierro y manganeso. Predomina la estratificación cruzada, que asociada a la cementación de tipo anillos de Liesegang produce la variedad de formas y colores que la caracterizan. Se formó en un ambiente de ríos trenzados (braided).[3]
- La Formación Disi, son areniscas compuestas principalmente por granos de cuarzo (cuarzoarenitas) de grano medio a grueso con pequeñas cantidades en la matriz de caolín y dickita. Su edad es Ordovícico inferior, y su ambiente de formación también corresponde a ríos trenzados.[3]

Petra está situada en una región con una fuerte sismicidad: se encuentra donde la placa arábiga se separa de la placa africana. La sismicidad del sitio se ve reforzada por la proximidad del valle del Rift del Jordán. En los años 363, 419, 551 y 747, varios terremotos dañaron la ciudad y sus monumentos.
La capa freática de agua salada existente debajo de Petra ascendió y produjo el deterioro de la base de muchos monumentos.
Alrededor de Petra, se pueden encontrar rocas que contienen sílice, que los nabateos fueron capaces de extraer en las canteras para fabricar hormigón resistente al agua.

## Historia
La historia de Petra es larga, su valle era muy estimado por su fácil defensa. Sin embargo, sus primeros habitantes fueron nómadas, no hay huellas físicas de las viviendas más que a partir de la época nabatea, ya que esta civilización construyó y vivió allí durante mucho tiempo. Tras el período bizantino, el lugar está prácticamente en abandono, por lo que hay pocas fuentes que evoquen ese momento, lo que hace difícil reconstruir la historia de la ciudad durante un largo período. Tras el redescubrimiento de la ciudad por Jean Louis Burckhardt en 1812, se ha encontrado en los escritos de la antigüedad muchas fuentes que evocan la historia de Petra.

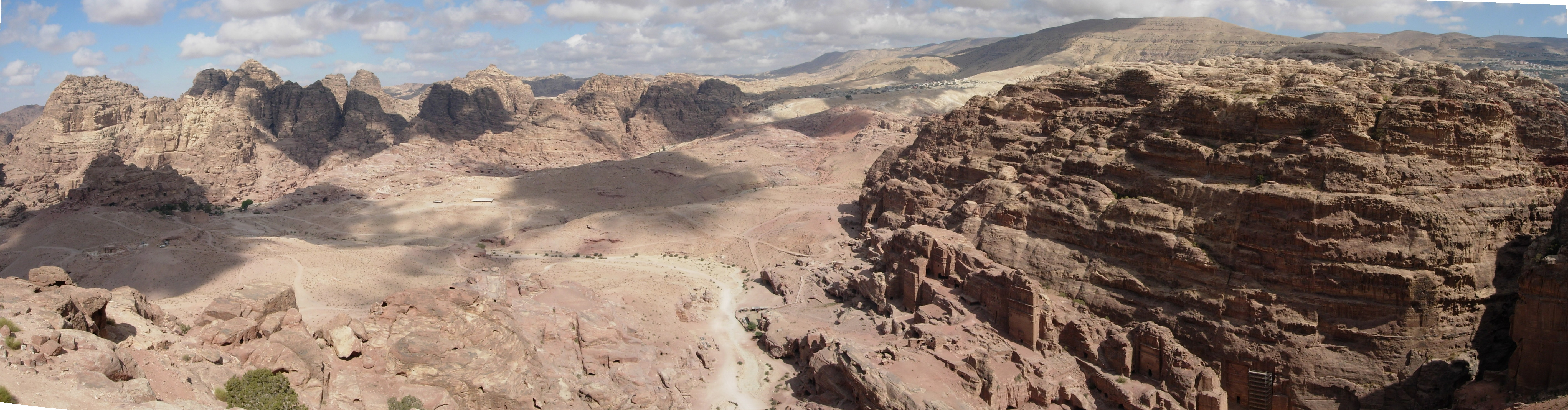
Vista panorámica del Alto lugar del Sacrificio en la parte inferior de la ciudad de Petra.

### Neolítico
Los descubrimientos en el sitio de Beidha, a pocos kilómetros de Petra, han demostrado la existencia de instalaciones sedentarias que datan de un período estimado entre los años 11 000 y 6000 a. C. El establecimiento más antiguo encontrado en Petra data de la Edad de Hierro.

### Antigüedad
El lugar era un santuario religioso, político y cultural.

#### Periodo edomita
De acuerdo con León de Laborde, las primeras huellas de las instalaciones sedentarias edomitas en el sitio de Petra se remontan al final del siglo VIII a. C. Este pueblo dominaba entonces toda la región. Los edomitas optaron por instalarse en Umm al-Beira, las colinas cercanas a Petra, ya que se han encontrado varios emplazamientos en las cumbres. El mismo lugar ocupado más tarde por los nabateos, pobres constructores, pero muy reputados por la cerámica.
La región sufrió numerosas incursiones por parte de las tribus israelitas, pero permaneció bajo el control de los edomitas al menos hasta la anexión del territorio edomita al Imperio persa.
Según el Libro del Éxodo (de la Biblia), los edomitas ―como descendientes de Esaú y enemigos de los hebreos― se opusieron al paso de Moisés. En un esfuerzo por localizar los sitios mencionados en el Libro del Éxodo, Léon de Laborde y otros exploradores occidentales dieron nombres bíblicos a cada lugares, por ejemplo, Wadi Moussa (‘el arroyo de Moisés’) o Al-Khazne Firaun (‘el tesoro del Faraón’). Petra, como Bosra no se conocerá hasta el siglo XX, como la ciudad mencionada en la Biblia (II Reyes, XIV, 7; Isaías, XVI, 1) con el nombre de Sela (en hebreo פטרה sela, «roquedal»), la capital de los edomitas, antes de que las investigaciones arqueológicas demostraran que se trataba de dos ciudades diferentes. Sela están más al norte.

#### Periodo nabateo

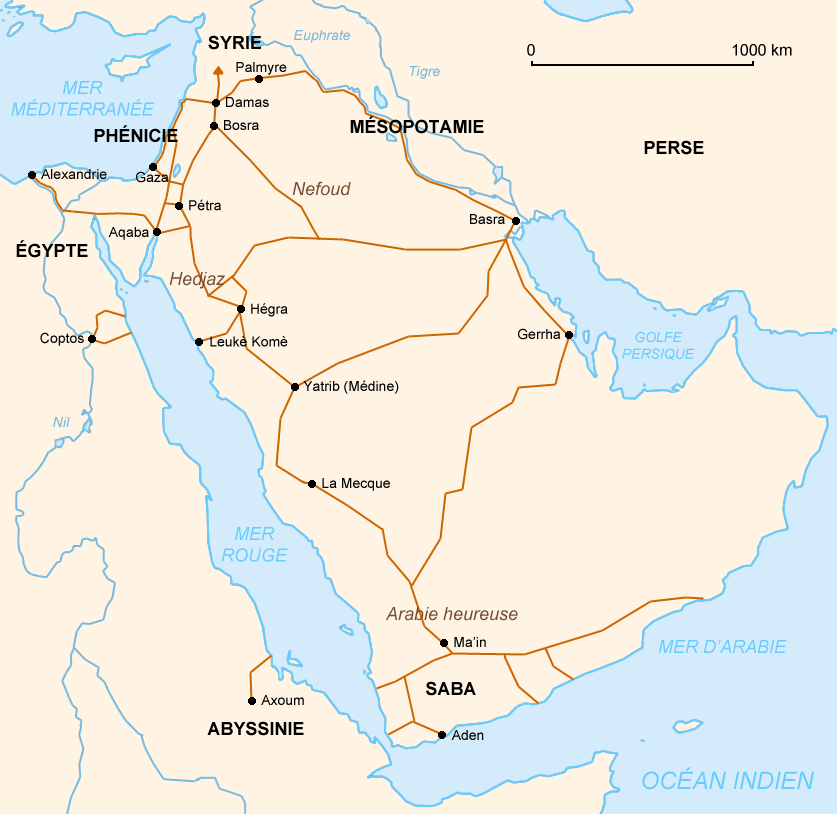
Las rutas comerciales terrestres de los nabateos hicieron de Petra un centro de comercio importante para su época.

La llegada de los nabateos, pueblo nómada árabe, se remonta probablemente al siglo VI a. C., cuando entran en el país de Edom y toman el control de Petra. Los edomitas se desplazaron a la región de Hebrón, dejando el asentamiento.
La época nabatea está mejor documentada que otros tiempos de la antigüedad, pero la mayoría de los documentos (escritos en papiro y otros soportes que se descomponen con facilidad) se destruyeron, las fuentes que datan de este periodo son escasas, no nos quedan más datos precisos que los que quedaron grabados en las paredes de arenisca de la ciudad y las etapas de la construcción de sus monumentos, para ayudar a reconstruir esta época de su historia.
En el año 312 a. C., el general Antígono I Monoftalmos fracasa en su intento de capturar la ciudad.
En el siglo IV a. C., la ciudad abarca más de diez kilómetros cuadrados. Los nabateos son conocidos por su técnica de cerámica de alta calidad.
Hacia el final de siglo IV a. C. y principios del III, los nabateos parecen totalmente independientes, a pesar del dominio regional de la dinastía tolemaica; y al fin del siglo III a. C., los nabateos apoyan a Antioco III, que expulsa a los tolomeos hacia el sur.
Entre el año 93 a. C. y el 90 a. C., el rey nabateo Obodas I derrotó a Alejandro Janneo en los Altos del Golán, Poniendo fin a la expansión de los Hasmoneos en Petra y su reino. Conquistó los países de Moab y Gilead, al este de Jordania que volverá a perder después, a pesar de su nueva victoria sobre Jannée en el año 82.
En el año 85 Obodas I derrotó al seléucida Antíoco XII que murió en combate. A su muerte, Obodas fue deificado por los nabateos que organizaron su culto y construyeron el Deir en su honor.
El rey Aretas III, hijo de Obodas I extiende el reino de los nabateos hasta Damasco. La ciudad se desarrolla gracias al comercio de la ruta del incienso. Esta histórica ruta terrestre comenzaba en Yemen a lo largo de la costa oeste de Arabia y se dividía en Petra en dos ramas: una hacia el noroeste que llevaba a Gaza, y otra al noreste en dirección a Damasco. El agua y la seguridad hicieron de Petra un oasis para las caravanas del sur de Arabia, cargadas sobre todo de productos de lujo especias y seda de la India, de marfil de África, perla s del mar Rojo e incienso del sur de Arabia, entre otros productos muy codiciados). La resina de Boswellia (el «árbol del incienso») fue codiciada en el mundo antiguo como ofrenda religiosa, especialmente valiosa, y también como medicina. La intermediación comercial y los aranceles producían importantes beneficios para los nabateos, que daba a las caravana agua y vivienda para pasar la noche, a cambio de un pago.

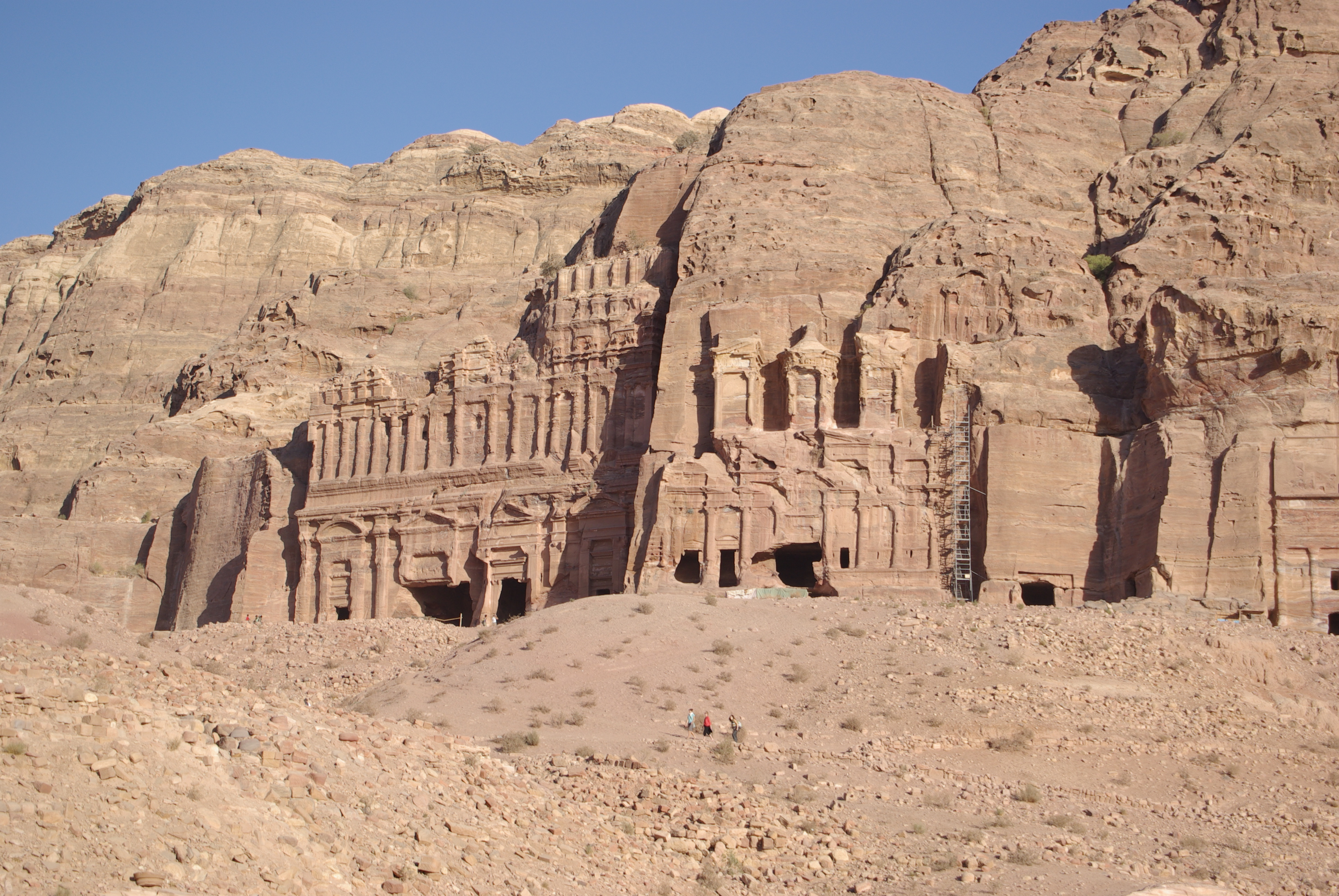
Tumbas Reales.

El rey nabateo Malichos I y Obodas III hicieron fracasar muchas expediciones romanas en Arabia incluido en los años 25 y 24 a. C., el prefecto de Egipto Elio Galo. Los romanos trataron de encontrar el origen de las especias y los perfumes con los que comerciaban los nabateos para no pagar su intermediación.
La ciudad alcanzó su apogeo en el año 50. Contaba con 20 000 habitantes, pero las fuentes difieren mucho de este número: otras estimaciones van desde 30 000 a 40 000 habitantes.
Durante el reinado del rey nabateo Obodas III el reino experimentó un importante desarrollo cultural. En esa época se construyen la mayoría de las tumbas y los templos.
Los nabateos adoraban a los dioses y diosas árabes de la época preislamica, así como a algunos de sus reyes deificados. Dushara es el principal dios masculino, con su trinidad femenina: Uzza, Allat, y Manat. Muchas estatuas talladas en la roca muestran a estos dioses y diosas.
Diodoro de Sicilia y Estrabón son los únicos escritores conocidos de este período que dejaron testimonio escrito de Petra. Estos textos dan cuenta de las riquezas de este pueblo árabe, provenientes del comercio de las caravanas entre Asia y Europa, pero no están de acuerdo en su forma de vida: eran sedentarios o nómadas, campesinos o urbanos. El nombre semítico de Petra también se menciona en los Manuscritos de Qumrán.

#### Período romano

La provincia romana de Arabia Pétrea.

Plinio el Viejo la localiza perfectamente y nos otorga muchas notas de su economía.
Una confederación compuesta por diez Estados Ciudades situada no muy lejos de Petra llamada Decápolis hizo su aparición en la época de los romanos. Será sometida por Roma el año 63 a. C.
Entre los años 64 y 63 a. C., los territorios nabateos fueron conquistados por el general Pompeyo y anexados al Imperio romano, en su campaña para reconquistar las ciudades tomadas por los hebreos. Sin embargo, después de la victoria, el imperio otorgó a Petra y a los nabateos una relativa autonomía, con la obligación principal de pagar impuestos y de proteger las fronteras de las tribus del desierto. Para esta época se comienzan a construir edificios al modo griego y se realizan las conocidas fachadas que evocan templos helénicos (como la que se aprecia en la primera fotografía de esta página).
En el año 106, probablemente después de la muerte del último rey nabateo, Rabbel II Soter —ya que al parecer no hubo ninguna batalla— el reino fue anexionado por orden del emperador romano Trajano, acción que fue llevada a cabo por Cornelio Palma, gobernador de Siria, una vez dominada se dejó acuartelada una legión en el lugar. Esto hizo de Bosra, que se convertirá rápidamente en la segunda ciudad más grande del reino nabateo, la capital de la nueva provincia romana de Arabia (provencia Arabia). El emperador Trajano renombró a Bosra (llamada entonces Bostra) como Nea Traiane Bostra, o Nueva Bostra de Trajano, y Petra recibe el título honorario de metrópoli (metrópoli). Un poco más tarde, en el año 114, Petra se convertirá en la base para los ataques contra el Imperio de los Partos en Irán.
La apertura de las rutas marítimas en la época romana dio un golpe fatal a Petra y a los nabateos al desviar las corrientes comerciales de la ciudad. Desde la ocupación romana, algunas caravanas siguen parando en Petra, pero se vuelven cada menos frecuentes con el tiempo a pesar de la construcción de una vía romana de 400 km, que conecta Bosra, Petra y el golfo de Áqaba. El emperador Adriano fue a la ciudad en el año 131 y le dio su nombre: Petra Hadriana.
El aumento en la construcción revela que la ciudad conoció, a pesar de todo, un período próspero durante la «Pax Romana». Con la reorganización del imperio, iniciada por el emperador Diocleciano, se convirtió en la capital de la Palaestina taertia o Palaestina salutaris. Los romanos encauzaron un río, el uadi, por un túnel debajo de Petra, reconstruyeron la calle mayor y levantaron el templo Qar el-Bint.
Según la tradición árabe, Petra es el lugar donde Moisés en el Éxodo del pueblo de Israel desde Egipto, hizo que brotase una fuente de la piedra, al golpearla con su bastón. La aldea cerca de Wadi Moussa y algunos otros lugares, todavía recuerdan a Moisés. Myriam, la hermana de Moisés, tiene una tumba allí.

#### Período bizantino

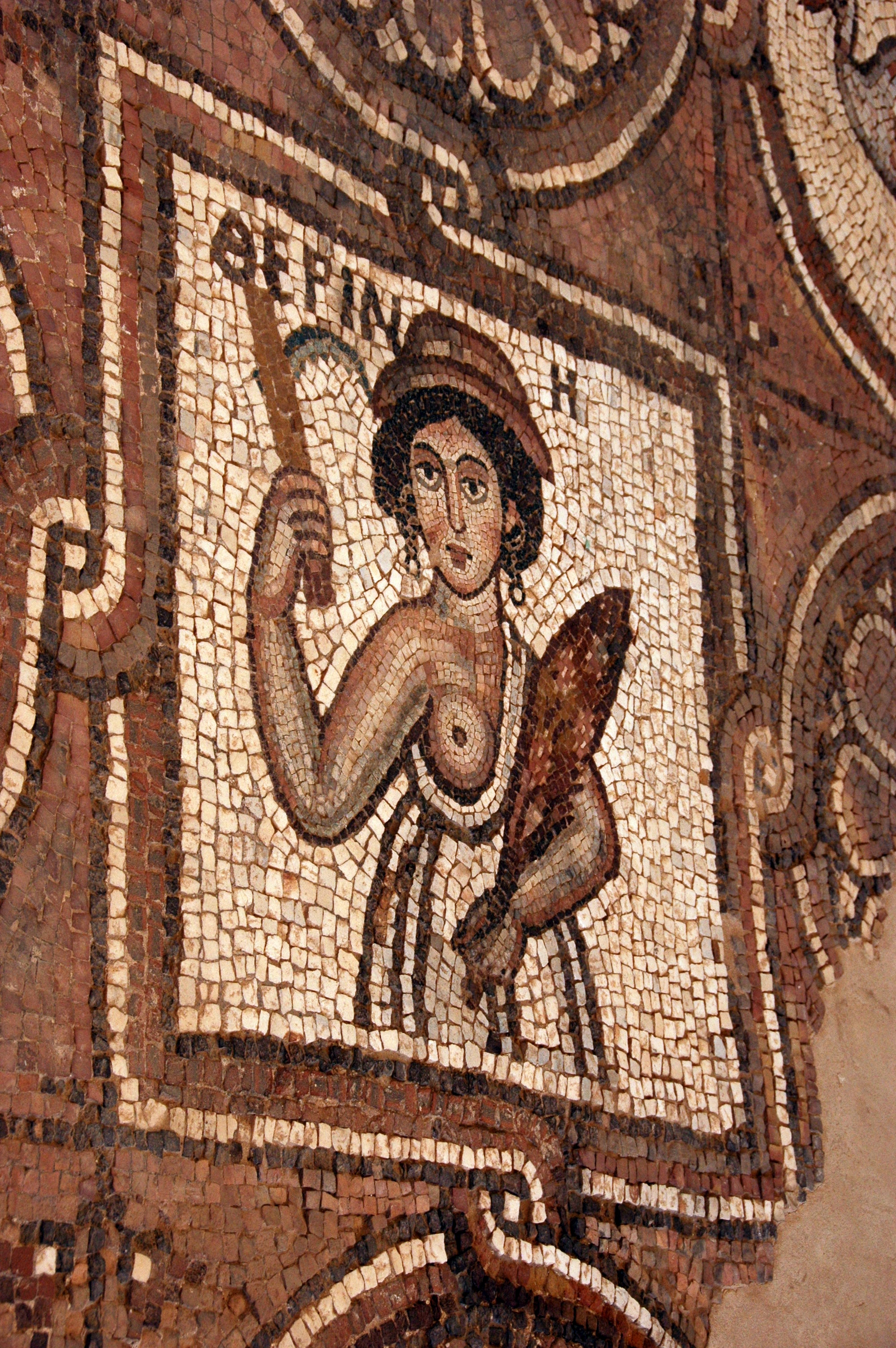
Detalle de un mosaico bizantino de la iglesia de Petra.

En el año 325 ―casi 500 años después de la creación de Petra como centro comercial— el cristianismo se convirtió en una de las religiones estatales del imperio, lo que influyó también en la provincia y en Petra. En el 330, el emperador Constantino I el Grande creó el Imperio romano de oriente, con su capital en Constantinopla. Petra y su provincia pasaron a ser parte de dicho imperio.
Petra era entonces parte del Imperio bizantino, y el imperio alentó —como en todo su territorio— la difusión de la fe cristiana mediante la construcción de iglesias. Los habitantes de la ciudad siguieron siendo fundamentalmente fieles a sus creencias, pero en el año 350 fue nombrado en Petra un obispo, y un siglo más tarde se construyeron en la ciudad grandes iglesias. Atanasio de Alejandría se refiere a un obispo de Petra llamado Asterius. El Deir fue incluso utilizado como iglesia durante este período, y durante las excavaciones se descubrieron una cruz pintada en sus paredes, y otras tres iglesias. La gran Tumba de las urnas de la época nabatea, que corresponde a la tumba de Malichos II o Aretas IV Philopatris, se convirtió en una especie de catedral en el año 446. Al norte de Petra hay varias tumbas con una cruz tallada, lo que indica que los cristianos enterraron allí a sus muertos.
En el año 363 un fuerte terremoto ocasionó daños en los monumentos, incluido el teatro, y en los acueductos. En su descripción del terremoto y su poderosa réplica, Cirilo, obispo de Jerusalén, afirma que casi la mitad de la ciudad fue destruida cuando sucedió el terremoto, a la tercera hora, y en particular a la novena hora de la noche.
La ciudad se encontraba ya debilitada desde el comienzo de la dominación romana por el descenso de sus actividades comerciales; no fue reconstruida y se fue vaciando lentamente de sus habitantes.

### Edad Media

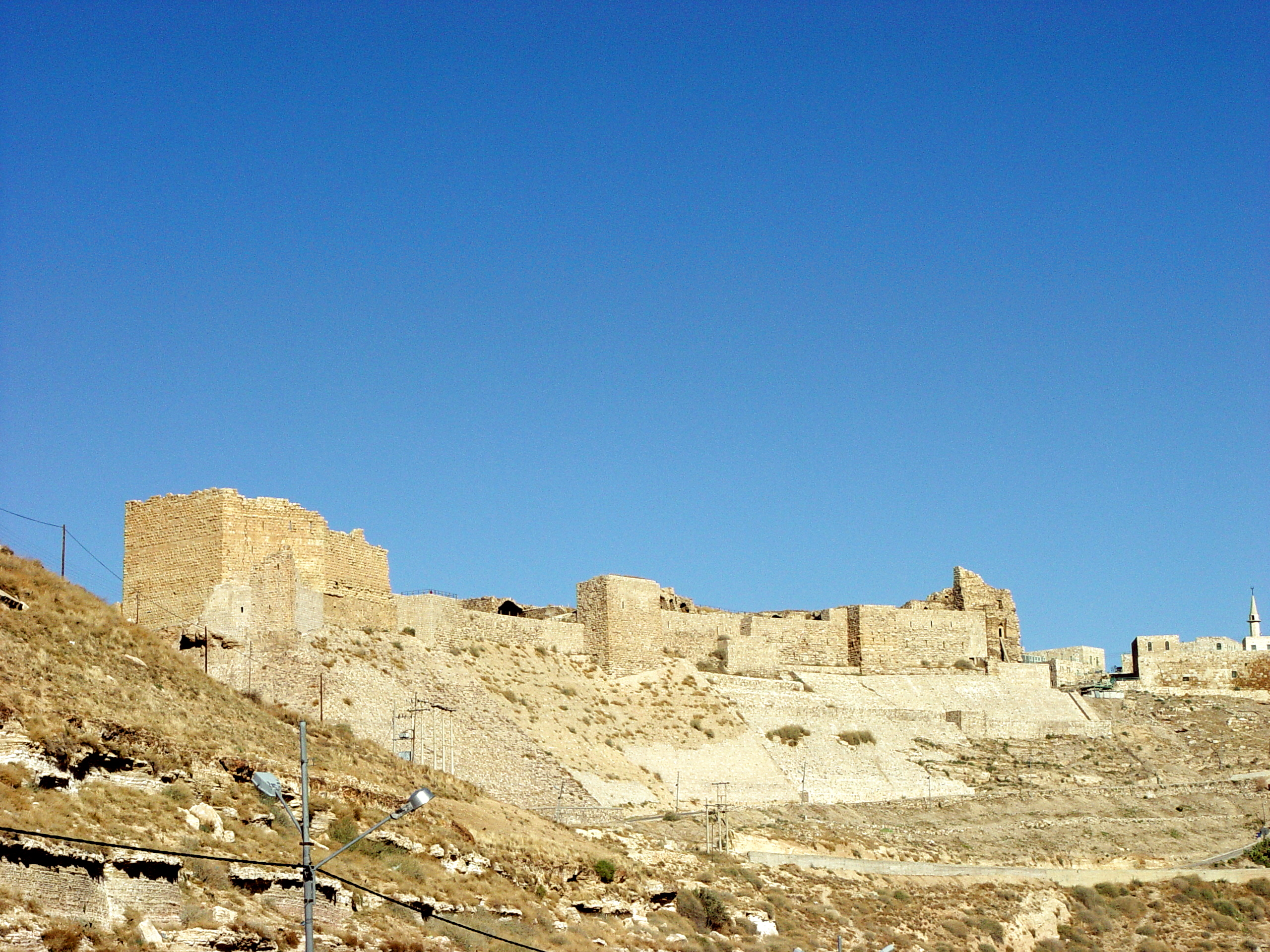
Fortaleza en las ruinas de Al-Karak, a medio camino entre Amán y Petra.

La conquista islámica de la región en los años 629-632 parece no haberse interesado por Petra. La última mención de Petra se encuentra en un texto escrito por Anthenogenes, obispo de la ciudad, hacia el final del siglo V o el comienzo del VI.
Conquistada por los árabes, cuya actuación sobre la ciudad no se conoce, Petra, que gradualmente se había vaciado de sus habitantes y se había convertido en una simple aldea en el año 700, es ocupada en última instancia por los cruzados antes de ser completamente olvidada.
Durante la Primera cruzada, la ciudad fue ocupada por Balduino de Boulogne del Reino de Jerusalén y forma el segundo vasallaje de la baronía de Al-Karak en el Señorío de Transjordania.
Durante la dominación franca, se construyeron varias fortificaciones cruzadas en las fortalezas de Al-Wu'ayrah y Al-Habis.
La ciudad sigue en manos de los cruzados hasta el año 1187, cuando Saladino los derrotó en la batalla de Hattin y Al-Karak tomando posesión de la región.
Un peregrino alemán llamado Thetmar dijo haber pasado cerca de Petra en 1217 y el Sultán az-Zâhir Rukn ad-Din Baybars al-Bunduqdari cruzó la ciudad en 1276.
Las ruinas de Petra fueron objeto de curiosidad durante la Edad Media, atrayendo algunos visitantes que dejaron constancia de su visita, como los sultanes Bibares de Egipto a principios el siglo XIII.

### Período moderno

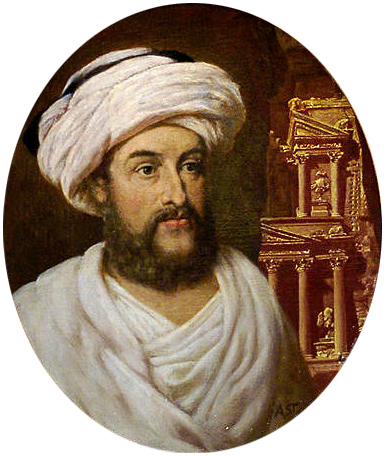
Jean Louis Burckhardt (1784-1817) se hacía llamar Sheikh Ibrahim.

Petra fue descubierta para el mundo occidental en 1812 por Jean Louis Burckhardt (1784-1817), un viajero suizo disfrazado de árabe, que se hacía llamar Sheikh Ibrahim. Siguió la ruta entre Damasco y Egipto, pasando por Jordania. Escuchó decir que a las afueras del pueblo de Wadi Musa, existían en medio de una fortaleza natural, unas ruinas extraordinarias. En esta región, que entonces pertenecía al Imperio otomano, se desconfiaba de las personas que curioseaban en las antigüedades consideradas como "obras de los infieles"; porque en ese momento la situación política y religiosa era tensa. Burckhardt se presentó como un peregrino que deseaba sacrificar una cabra al profeta Aarón, cuya tumba, construida en el siglo XIII, se suponía que estaba más allá de las ruinas, en la parte superior de Jebel Haroun. Acompañado de su guía, cruzó la ciudad antigua en agosto de 1812, sin poder por un momento pararse a tomar notas o dibujos, pero consciente de la importancia de tales restos y del hecho de que esas ruinas cercanas a Wadi Musa eran las de Petra. Entusiasmado, propagó la noticia entre los occidentales instalados en Oriente y en Egipto y expuso sus conclusiones en el libro Travels in Syria and the Holy Land, que se publicará en 1823, cinco años después de su muerte.
Se llevaron a cabo otros intentos de exploraciones de Petra, a pesar de la desconfianza de la gente.
En mayo de 1818 (seis años después de la expedición de Burckhardt), una docena de personas de Jerusalén, entre ellos John William Bankes, Giovanni Finati y los oficiales navales C. L. Irby y J. Mangles, lograron mantenerse un par de días en la ciudad, pero las rivalidades entre los jefes de las tribus les obligaron a abandonar antes de lo previsto.
A partir de 1828 se iniciaron las verdaderas primeras misiones arqueológicas. Y desde 1830, el asentamiento se convierte en un lugar para visitar, complementadas por peregrinaciones religiosas y en una fuente de beneficios para muchos jefes de las tribus de los alrededores.

## Política
Estrabón evoca una monarquía que no es absolutista: "El rey, aquí [en los banquetes], está tan metido en la vida en común que, no contento con servirse a sí mismo, a veces sirve al pueblo. A otros con sus propias manos. A veces también se le hace rendir cuentas a su pueblo, y luego ve toda su conducta sujeta a una especie de escrutinio público" ".

## Economía

### Agricultura y ganadería
Cuando la ciudad estaba en pleno auge, el agua se utilizaba principalmente para el consumo de personas y ganado y, en una fase posterior, para regar jardines.
Los cereales, la cebada o el trigo, los árboles frutales y las vides probablemente se cultivaron en Petra. Las prensas que se encontraron excavadas en la roca, datan de la época de la dominación romana que dio al vino gran importancia.
Hoy en día, las técnicas agrícolas que utilizaron son visibles por todo el lugar: como cultivos en terrazas en el sector de Zurrabeh, creadas para luchar contra la erosión del suelo y obtener mayores rendimientos.
Desde el abandono del asentamiento, la falta de mantenimiento de las instalaciones de agua provocó la destrucción de la mayor parte de los diques y presas. Sólo unos pocos vestigios son todavía visibles, como las obras dedicadas a la distribución del agua en el lugar denominado «Jardín Romano».
Actualmente, los rebaños de cabras se ven por todo el asentamiento de Petra. Su domesticación ha quedado demostrada desde el Neolítico.

### Riego
El agua es necesaria para el desarrollo de las actividades humanas. Las fuentes son escasas en esta región de clima semidesértico. Es el agua de lluvia, cerca de 150 mm (milímetros) al año, actualmente de 50 a 250 mm la que asegura las necesidades esenciales. Las fuentes solo podrían proporcionar agua para unas pocas familias. Los nabateos construyeron un sistema de recogida y redistribución de agua, con reglas para su distribución a los habitantes.
Petra, situada en una depresión, podía recuperar las aguas de una cuenca pluvial de 92 km² gracias a la relativa impermeabilidad de las rocas. Esta baja permeabilidad del suelo plantea muchos problemas, como las inundaciones, que son muy destructivas. De hecho, hasta que fue desviado en el siglo XX, el río Wadi Musa (Uadi Moisés), que fluye desde la fuente de Ayn Moussa (fuente de Moisés) en el Siq, hasta la aldea de Gaia, era responsable de mortíferas inundaciones como en 1963. También hay un pequeño Siq que se suma al Siq principal cerca de las tumbas reales.
En el siglo I, Estrabón dice que el pueblo de Petra tiene fuentes en abundancia, ya sea para fines domésticos o para regar sus jardines.

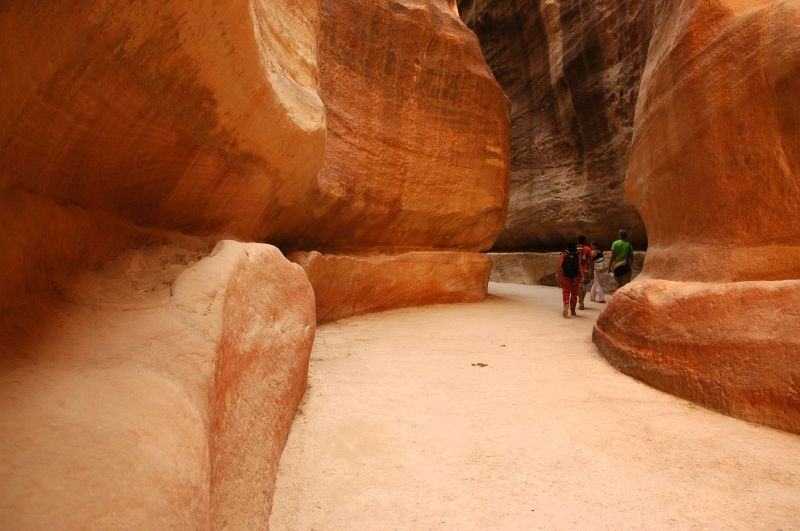
El acueducto excavado en la roca para canalizar el agua.

Las instalaciones de recogida y distribución de agua para almacenarla y transportarla a través de un terreno tan escarpado todavía son visibles, incluidos un dique o presa hidráulica y varios embalses. También hubo una amplia red de cisternas. En el noreste y sureste de Petra, las aguas fluían al Siq en galerías excavadas en la roca y recubiertas con pasta resistente al agua, o mediante una red hidráulica de tuberías suavemente inclinadas, hechas de cerámica. La red alimentaba de agua muchos embalses y un ninfeo o fuente pública. Una red de mayor caudal también podía captar el agua de manantiales y zonas más remotas para alimentar a los barrios más altos. Estas redes llevaban unos 40 millones de litros de agua por día a Petra.
El sistema de distribución de agua se comparó con el de Roma, de la misma época, y también muy avanzado, aunque el tamaño de las dos ciudades era muy diferente, Roma estaba mucho más poblada. No obstante, era suficiente para cubrir las necesidades de la ciudad.
El agua, de vital importancia, fue también el talón de Aquiles de la ciudad. Así los romanos cortaron el acueducto durante un asedio de la ciudad con el fin de obtener una rendición más rápida de habitantes.
El resultado de este control del agua generó, en su época, un auténtico oasis artificial. Los restos de estas instalaciones todavía son visibles.

## Religión
Aunque hubo una religión nabatea, la mayoría de los dioses en Petra eran extranjeros y adoptados por los nabateos. Muchas deidades estaban relacionadas con deidades grecorromanas.

## Arte

### Arquitectura

#### Generalidades

Plano de planta de la iglesia bizantina.
I: Coro
II: Atrio
III: Baptisterio
IV: Mosaicos
V: Pergaminos.

En su origen, los nabateos eran un pueblo nómada, sus construcciones eran simples tiendas de piel de cabra.
Después excavaron habitaciones muy sencillas en la roca: con fachadas lisas, con una puerta en la parte inferior y uno o dos cortes en forma de escalera. Se trata de una adaptación nabatea de las tumbas sirias. Estando en constante contacto con las civilizaciones de su entorno, hizo que se inspiraran en sus estilos, especialmente en el de Alejandría.
En el siglo I se inició la construcción de estructuras monumentales: las tumbas del Deir, del Palacio y de Corintio. Durante el siglo II los constructores de la ciudad adoptaron detalles arquitectónicos helenística (friso, arquitrabe, pilastra…) y crearon un estilo nuevo de capitel todavía hoy llamado nabateo.
Utilizan cada vez más solo las estructuras decorativas, algunas inspiradas en la cultura aborigen: rosetas, animales de la región o de otros lugares (elefantes, leones, águilas...), esculturas inspiradas en la antigua Grecia (incluidas las de Medusa que convertía al que la miraba en piedra), esfinges, grifos… Las familias más ricas de la ciudad contrataban arquitectos para crear tumbas que contienen fachadas muy decoradas. Asimismo, decoraban el interior de sus casas con estuco, pintadas en colores brillantes.
Estrabón dice que en Petra las autoridades Hacían pagar públicamente una multa a aquellos que reducían sus riquezas y daban honores a los que las aumentaban; muchas personas ostentaban sus riquezas mandando construir tumbas y monumentos imponentes.

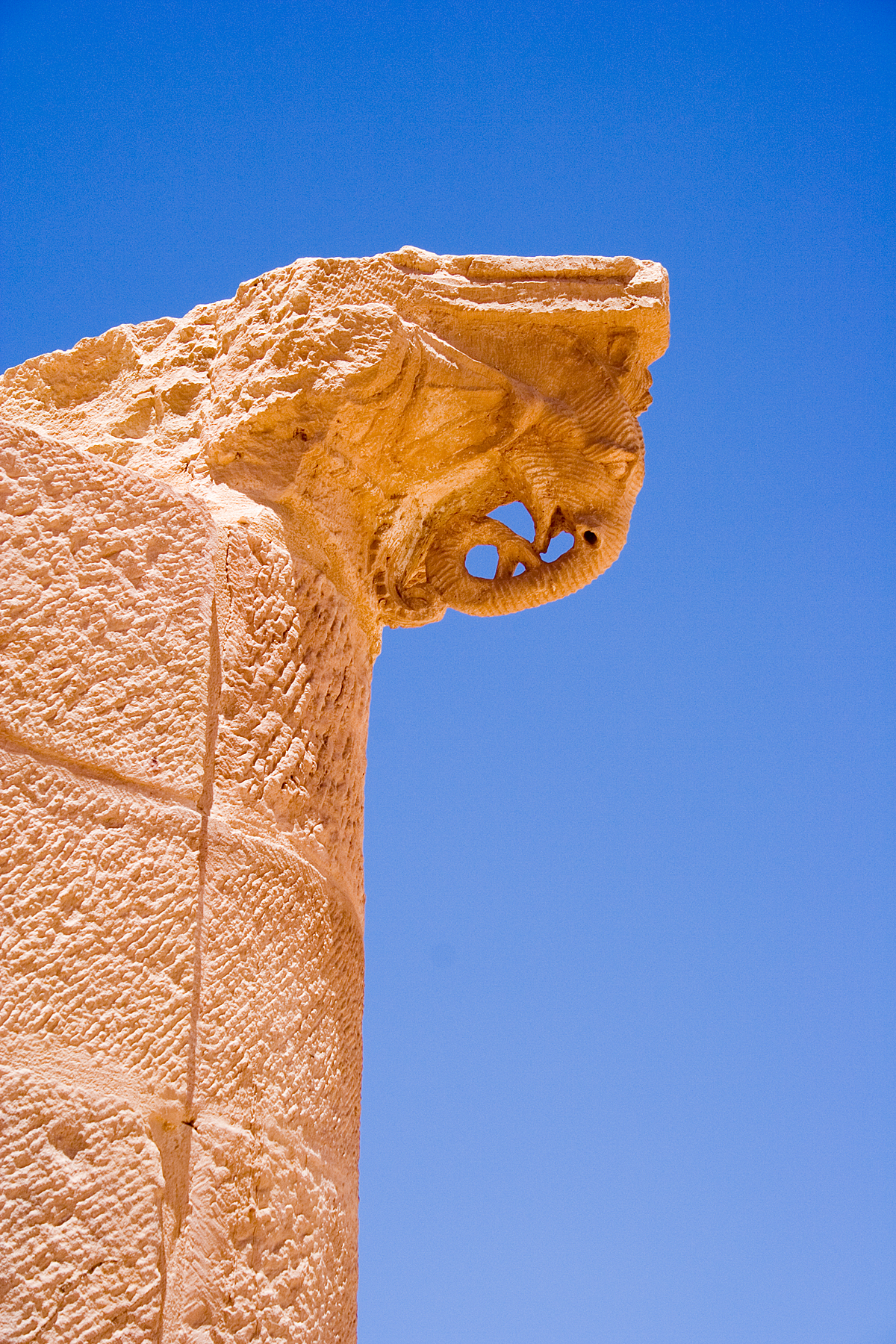
Detalle de columna con decoración en forma de cabeza de elefante.

Aunque los edificios públicos, monumentos y tumbas indican una fuerte influencia helenística y de otras civilizaciones, con sus columnas, peristilos y otros detalles extranjeros, las zonas privadas, de los nabateos, donde dormían, comían y trabajaban, siguen el estilo árabe. A menudo carecen de ventanas y gustan de pequeños patios interiores tranquilos, como ocurre en el Oriente Medio. Los techos de las casas bajas (una o dos plantas), son planos y sin azulejos y todos, excepto los ricos, que prefiere mosaicos, tienen suelo de losas. A menudo hay bancos de piedra para sentarse durante las comidas, pero el resto del mobiliario parece haber sido la madera, porque no hay rastros de él. Las cocinas están ubicadas fuera de la casa principal para reducir al mínimo el riesgo de incendio, como es el caso en muchos otros países.
Los habitantes de Petra también construyeron muchos edificios con columnas, utilizadas dentro y fuera de sus edificios. Fuera, las que servían para separar los patios interiores y otras estructuras y, en el interior, para decorar y para separar las diferentes habitaciones.
Durante la ocupación romana, los romanos construyeron una calle recta, bordeada de pórticos con columnas, en dirección hacia el mercado de la ciudad; antes todas las calles seguían los contornos del valle, la calle principal seguía el curso del Siq.
La mayoría de los edificios de Petra no se construyeron sobre una red de calles sino en la terrazas naturales a lo largo de las paredes del valle, o excavadas en la roca. Los asentamientos se emplazan cerca de las fuentes y se formaron como sencillos campamentos tribales. En ez-Zantur, un área por encima de la calzada romana, encontramos las huellas de una casa de piedra del siglo I; en el mismo lugar hay una rica villa construida también en el siglo I.
En los lugares considerados sagrados para los nabateos, colocaron piedras elevadas formando un conjunto llamado «baétryles», literalmente casa de Dios. Servían para indicar la presencia de un dios.
La entrada al Siq fue coronada por un gran arco, del que solo quedan las huellas a un lado del cañón, a causa de los estragos de la erosión, de los terremotos y de las inundaciones. A lo largo de las paredes hay pequeños nichos que contienen esculturas de dioses.
Una muralla, de la que quedan muy pocos restos, protegía Petra y su valle de ataques enemigos.
Cabe señalar que la relativamente buena conservación de los monumentos se debe a que, por tradición, los habitantes de las aldeas vecinas han "mantenido" la ciudad hasta aproximadamente el siglo XIX.

#### Los principales monumentos

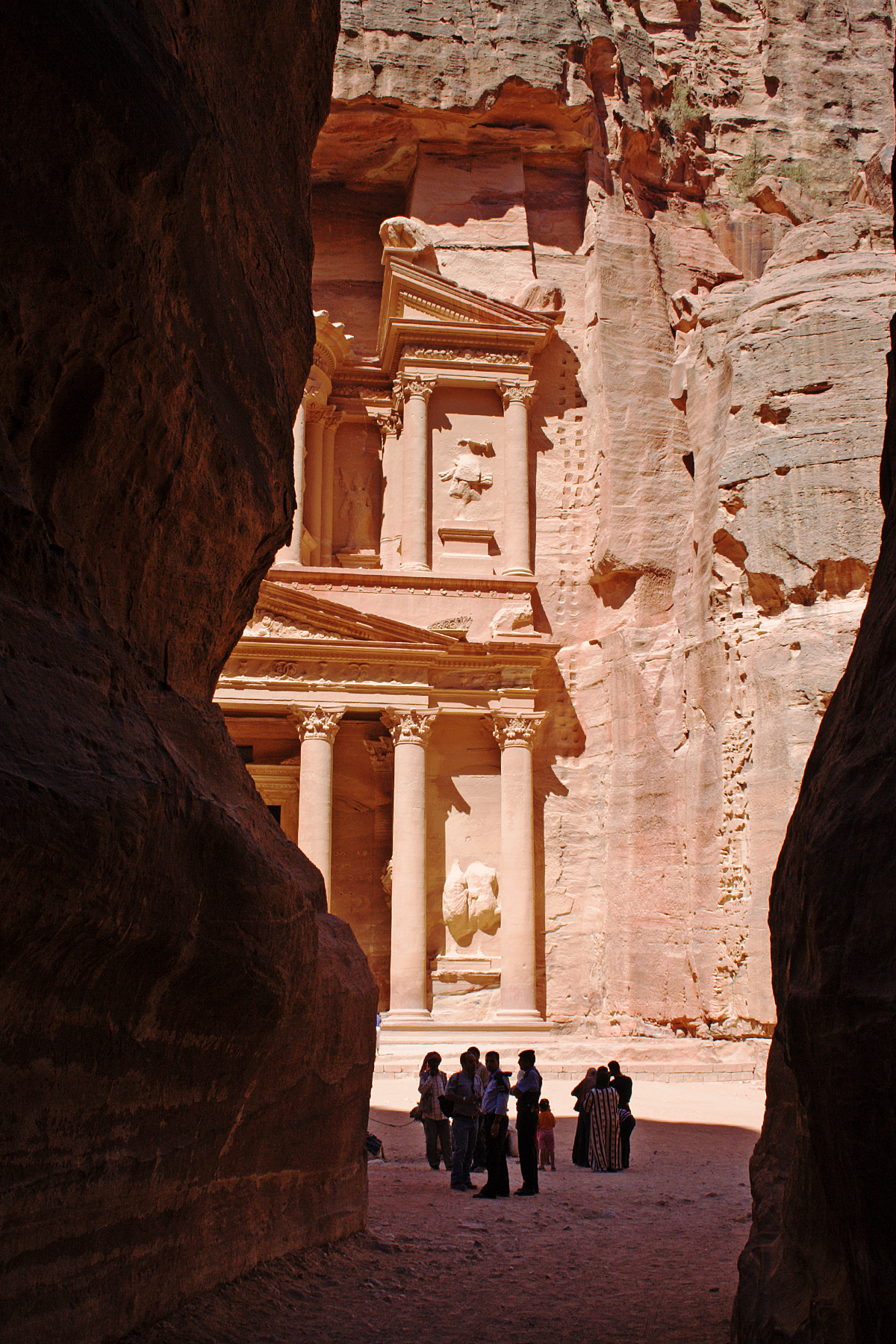
El Tesoro de Petra es el monumento más fotografiado de la ciudad.

Alrededor de Petra se encuentran tumbas excavadas en la roca que presentan fachadas de tipo helenístico incluido el célebre Khazné y el monasterio Deir. También se encuentran veinte rocas llamadas jinns que representan quizá a los dioses vigilando la ciudad.
El Siq también es representado a menudo por su lado misterioso y monumental así como la Khazneal-Firaun, calle central de Petra.
Hay un teatro que fue originalmente construido por los nabateos en el siglo I, con una capacidad de 3000 espectadores, y luego fue ampliado por los romanos en el 106 d. C. a 8500 espectadores. Fue tallado mayormente en la roca, pero la parte del proscenio fue construida con una mezcla de roca tallada y de albañilería; tenía un orquesta semicircular y gradas en tres niveles superpuestos en forma de luna creciente. El teatro fue descubierto en 1961 y sacado a la luz por un equipo de arqueólogos americanos.
El Qasr al-Bint, fue uno de los principales templos de la ciudad y una de las pocas estructuras construidas, en vez de tallada en la roca. Destruido por un terremoto, fue reconstruido más tarde.
Muchos de los más grandes monumentos (el Khazneh, el teatro, Qasr al-Bint, etc.) se construyeron durante el reinado del rey Aretas IV Philopatris (del año 9 a. C. al año 40).
Durante la dominación bizantina, se construyeron grandes iglesias fastuosamente decoradas con piedra traída de Grecia, Egipto y otras tierras lejanas. A menudo utilizan el mármol y el granito en los antiguos templos nabateos y romanos. La "Iglesia bizantina", descubierta en 1990, fue construida en el siglo V, se encuentra al norte de la calle de las columnas. Se decoraron con mosaicos y teselas de vidrio y piedra, a veces cubiertas con hojas de oro. Su estilo era más bien greco-romano con detalles inspirados en Petra y sus alrededores, en sus plantas y animales. La iglesia fue víctima de un incendio al final del siglo V, que destruyó el mármol (repartido en más de 4000 fragmentos encontrados por los arqueólogos) y dañó más de 140 papiros que se mantenían en una sala adosada perteneciente a una familia acomodada.

## Investigación arqueológica

### Cronología
El egiptólogo John William Bankes, que permaneció unos días allí para recorrer gran parte de la ciudad, logró hacer unos bosquejos. Los resultados de su viaje se hicieron públicos el mismo año que salió el libro de Burckhardt, pero los bocetos permanecieron inéditos hasta el final del siglo XX.
Son los numerosos documentos, dibujos y grabados del arqueólogo francés León de Laborde y Louis Mauricio Adolphe Linant de Bellefonds realizados durante su misión en 1828 y compilados en el libro Voyage de l'Arabie Pétrée del año 1830, los que sientan las bases del mito nabateo y atraen la atención del mundo occidental hacia las ruinas de Petra. Los dos socios y las dieciséis personas que los acompañaban acamparon cerca de las ruinas, a pesar del miedo a la peste que asolaba la aldea cercana de Wadi Moussa. Sus descubrimientos, hechos durante seis días de trabajo, sirvieron para hacer el primer mapa de la ciudad cristiana.

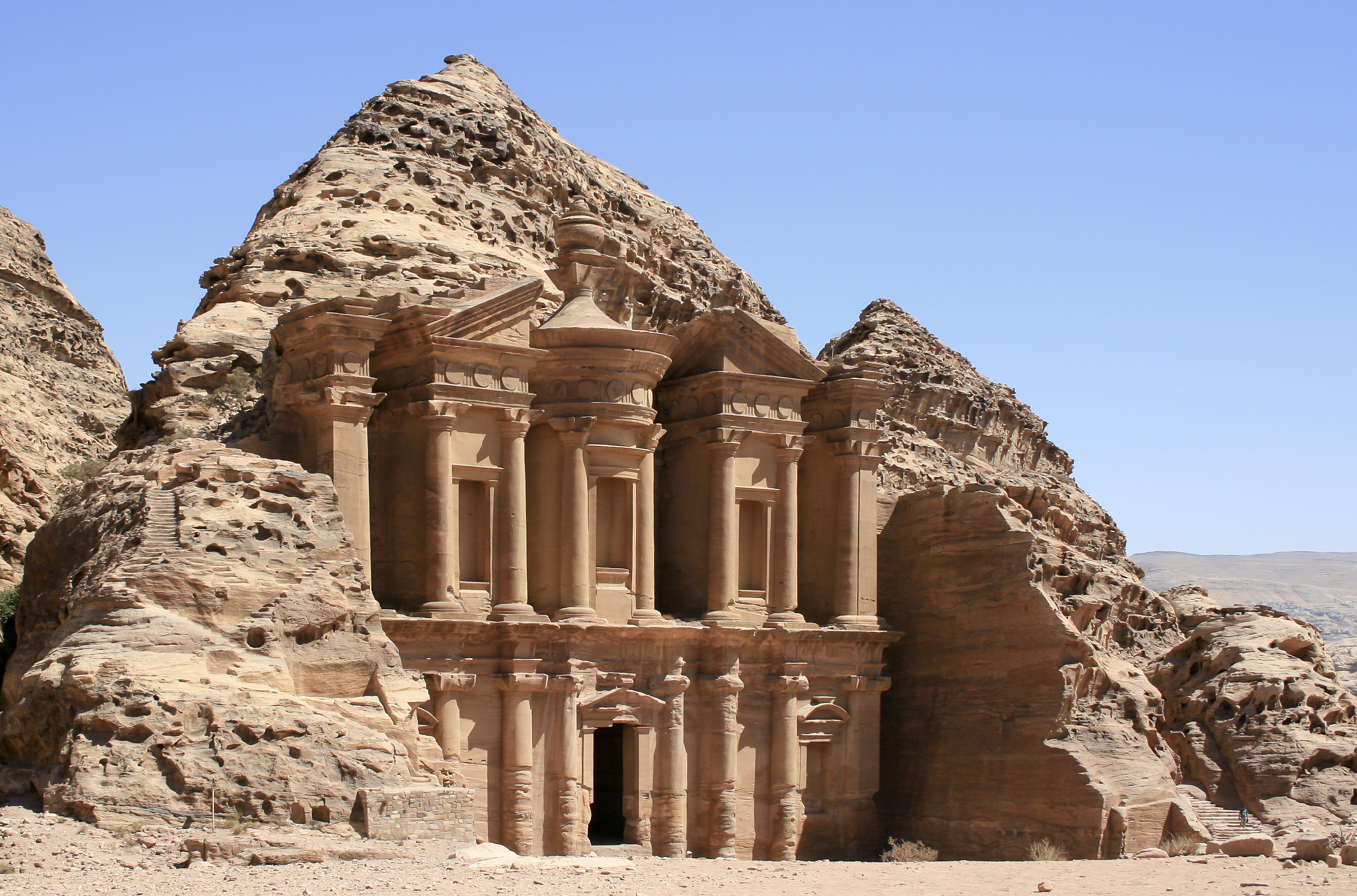
La fachada del Deir o «Monasterio», de 45 m de altura.

Siguieron varias misiones arqueológicas, incluidas las de los geógrafos Gotthilf Heinrich von Schubert y de Jules Bertou en 1837, el especialista en estudios bíblicos Edward Robinson, la asirióloga Austen Henry Layard en 1840 y el arqueólogo Honoré Teodorico Albert Luynes en 1864. Los primeros estudios se centraron en las tumbas por ser más espectaculares que otros vestigios. Los habitantes locales eran hostiles a la investigación y no permitieron una verdadera organización de las excavaciones.
En 1897, la Orden de los dominicos de la École biblique et archéologique française de Jérusalem hizo un inventario de los monumentos de Petra.
En 1907, el especialista en el mundo árabe Alois Musil publicó en su trabajo cartográfico Arabia Petraea los resultados de una de las primeras expediciones científicas que se comprometió en hacer un inventario de todos los sitios de la antigüedad visibles en ese momento. En 1920, las mediciones realizadas por los arqueólogos Rudolf Ernst Brünnow y Alfred von Domaszewski permitieron elaborar un primer mapa preciso de Petra. No fue hasta 1924 cuando comenzaron las verdaderas excavaciones científicas.
Las investigaciones no se limitaron al sitio de Petra. Charles Montagu Doughty descubrió a cierta distancia otra ciudad nabatea, Hégra.
La primera intervención arqueológica se llevó a cabo en 1929. Siguieron otras en 1935, 1937 y 1954. En 1958 la Escuela Británica de Arqueología comenzó a excavar en el centro de la ciudad. Desde entonces, los arqueólogos se han relevado en el sitio.
A partir de 1973, el Departamento de Antigüedades de Jordania inició una colaboración con varias universidades americanas para la realización de excavaciones. Los arqueólogos jordanos, franceses, suizos y estadounidenses han hecho descubrimientos importantes durante la última gran campaña de excavaciones, que duró de 1993 a 2002. En 1998 un gran complejo de estanques fue descubierto cerca del Gran Templo. En el 2000 se descubrió una rica villa nabatea fuera del Siq y en 2003 se encontraron tumbas talladas en la roca por debajo del Khazneh.
El relieve de la ciudad hace difícil el acceso a algunas zonas, y la erosión han causado muchos daños, de manera que los arqueólogos pidieron a un alpinista que escalase un muro para llegar a una tumba, pero no encontró más que los huesos, la tumba había sido saqueada.
En una pequeña plataforma de uno de los acantilados se encontró un lugar reservado para ceremonias religiosas, donde tuvieron lugar probablemente los sacrificios de animales cuya sangre goteó por la pared del acantilado.
Bajo la dirección de la Autoridad de Antigüedades de Jordania, los científicos americanos de la Brown University de Providence descubrieron las ruinas del templo principal (Qasr al-Bint) en el centro de la ciudad así como los alrededores de la puerta de Temenos. Hasta el momento, solo el uno por ciento de la superficie de la ciudad de Petra ha sido objeto de excavaciones arqueológicas.
En el 2000, el Centro Nacional de Investigación Científica (CNRS) continuó las excavaciones en Qasr al-Bint financiado principalmente por el Ministerio De Relaciones Exteriores francés.

### Escritura
Son las investigaciones sobre las inscripciones de Petra o de Hégra lo que permitió los mayores descubrimientos. Las rocas de Petra están cubiertas por cerca de 4000 inscripciones, de las que un 80 % son firmas, en su mayoría de peregrinos religiosos preislámicos que dejaron las huellas de su piedad. Los nabateos que la mayoría de las veces escribieron en papiro y en piel, materiales que se destruyen rápidamente, no tenemos otra opción más que el estudio de las inscripciones grabadas en la piedra de Petra y en otras partes de Oriente Medio donde el alfabeto era bastante común.
Fue en 1840, cuando el científico E. Beer descifró el alfabeto, una forma particular de escritura en arameo, mezclada con el árabe (que es quizás el origen del estilo de escritura de este último), y el francés Eugene-Melchior de Vogüé y William Henry Waddington completaron la investigación. Escrito de derecha a izquierda, el alfabeto se compone de veintidós consonantes, como algunos idiomas emparentados con él, incluido el hebreo, las vocales deben ser inferidas por el lector. Parece que el estilo de esta escritura de las rocas, sus ligaduras y sus curvas, deriva de la de una escritura en papiro creada por los escribas, y que este estilo continuó después del grabado de las inscripciones en la roca con martillo y cincel.
Los nabateos se mantienen en contacto permanente con otras grandes civilizaciones de la época y utilizan el griego clásico y latín para sus documentos más importantes.
Los numismáticos han sido capaces de identificar las monedas emitidas durante aproximadamente dos siglos por los nabateos, que imitaron la moneda griega.

## Petra en las artes

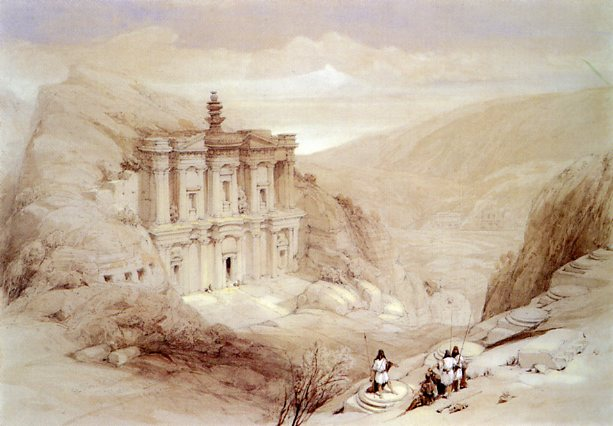
El «Deir» en un dibujo de 1839 por David Roberts.

La sociedad anglosajona tuvo noticias de la existencia de Petra, principalmente a través de las historias de religiosos británicos como John William Burgon, que la describió así (una ciudad de plata, tan antigua como el tiempo), aunque él mismo, al igual que muchos de sus contemporáneos, nunca había visitado la ciudad y sabía de ella solo por las litografías y pinturas del escocés David Roberts, que a partir de 1839, publicó en su libro Égypte, Syrie et Terre sainte. De hecho, hasta la Primera Guerra Mundial, la ciudad solo era accesible para los europeos si iban acompañados por guías locales y escoltas armadas.
En 1868, la "caravana de pintores francés", compuesta de Gérôme, Bonnat, Paul Lenoir, la guía-intérprete Mousali y el fotógrafo Goupil, trataron de retratar durante su viaje al Sinaí, Fayoum y Petra, los bienes culturales de la ciudad, pero el resultado fue decepcionante porque durante dos días, las lluvias torrenciales no les dejaron trabajar.
Tintín, un héroe de dibujos animados belga, visita Petra en el álbum Stock de coque.
Los productores de Hollywood, a través de películas como Indiana Jones y la última cruzada, Mortal Kombat, la destrucción final y El retorno de la momia aprovecharon para hacer los decorados en Petra. El videojuego Call of Duty: Black Ops III se basó en la película de Indiana Jones para lanzar un easter egg sobre el deir de Petra.

## Turismo

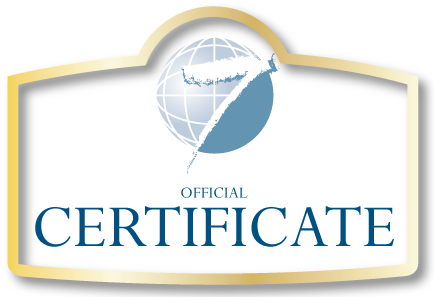
En 2007 Petra se convirtió en una de las Nuevas siete maravillas del mundo moderno.

Petra proporciona los mayores ingresos económicos turísticos a Jordania, sobre todo después de la difusión mundial de la película Indiana Jones y la Última Cruzada.[cita requerida]

### Generalidades
El turismo se ha desarrollado en Petra después de la Primera Guerra Mundial. Anteriormente, la ciudad era accesible solo a viajeros esporádicos e investigadores, acompañados por guías locales y escoltas armadas. Beduinos nómadas que vivían en las ruinas de Petra en 1980 son ahora los guías turísticos o los comerciantes establecidos allí.
Petra es el sitio más visitado de Jordania. Sin embargo, el sector turístico depende de la estabilidad económica y política de la zona: En 2003 con la guerra de Irak, hubo solo 160658 visitantes en Petra, y Jordania vio mermada la temporada turística 2002 y 2003. En comparación, el sitio de Jerash, el segundo lugar del país en número de visitantes, recibió 214550 visitantes en 2006, aproximadamente dos veces menos que en años anteriores.
Antes de entrar en el Siq, un centro turístico que incluye hoteles de lujo, se ha establecido a finales del siglo XX (la capacidad de la oferta de 23 hoteles repartidos por el este de Petra, con 589 habitaciones).
El precio de la entrada, y demás gastos, a este sitio es particularmente elevado para los habitantes de los países en vías de desarrollo. Esto se debe a que la mayor parte de los turistas de Petra son extranjeros, especialmente de Europa y de América del Norte.
La afluencia de moneda extranjera es la causa de la migración de personas al sitio de Petra y el pueblo de Gaia ha tenido un gran desarrollo demográfico.
Los beduinos y otros indígenas ofrecen a los turistas paseos en burro, caballo o camello, pero esta práctica es desalentada por las autoridades del parque y la Unesco debido a que el polvo levantado por las pisadas de los animales se incrusta en las grietas y rincones del Siq y de las ruinas, lo que produce daños.

### Museos

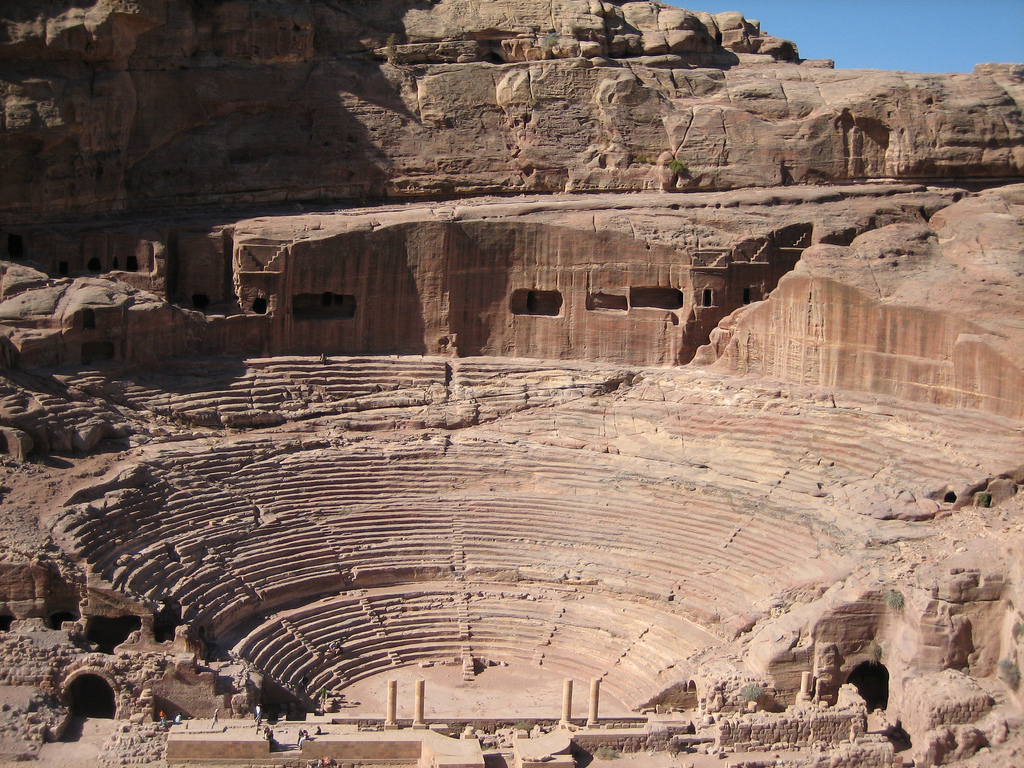
El teatro romano visto de frente.

Petra tiene dos importantes museos. El primero de ellos, el museo arqueológico de Petra, está situado en una antigua cueva nabatea en la colina de al-Habis. Presenta objetos de diferentes períodos, edomitas y romanos. Establecido en 1963, su colección está siendo sustituida tras la apertura del museo nabateo. El segundo, inaugurado en 1994 es el museo nabateo de Petra (Petra Nabataean Museum). Ayuda a tener información sobre la historia de Petra y los nabateos, sobre la geología de la región y presenta las excavaciones en varios monumentos y lugares importantes.

## Protección del Patrimonio
La falta de protección de las plantas, la extensión de la vecina ciudad y el turismo en aumento hoy en día son las mayores amenazas a la conservación de Petra. Por otra parte, las inundaciones y los terremotos asociados a la erosión ya han destruido muchos vestigios.
Con Quseir Amra y Um er-Rasas, Petra es uno de los tres sitios inscritos en el Lista del Patrimonio Mundial de la Unesco. Esta inscripción con fecha 6 de diciembre de 1985, al mismo tiempo que la Quseir Amra. Ha ayudado a centralizar y coordinar los esfuerzos del gobierno jordano y las agencias locales para una mejor colaboración. El Consejo de Planificación de la Región de Petra (PRPC), en particular, coordina las actividades de los distintos ministerios. El Petra National Trust (PNT) dirige la protección contra las inundaciones que han causado y siguen planteando muchos problemas.
Desde 1991, la Unesco da ayuda financiera a Jordania en los trabajos de restauración de Petra. El tratamiento de las rocas, especialmente diseñado para reducir la porosidad (electroforesis), hecha por Electricidad de Francia (EDF) sirve para preservar el estado de los vestigios nabateos.
Se han hecho también algunos intentos de restauración con piedras artificiales a fin de que los turistas no encuentran la ciudad en un estado cada vez más deplorable[cita requerida].
Desde 1993, el sitio y los alrededores es un parque nacional arqueológicos. Esto debería ayudar para controlar el flujo de turismo y para proteger mejor los restos de Petra, muy importante para los jordanos y para el patrimonio mundial. Sin embargo, no hay decisión de limitar el número de visitantes, lo que parece esencial para garantizar la protección del sitio.

## Petra en la actualidad

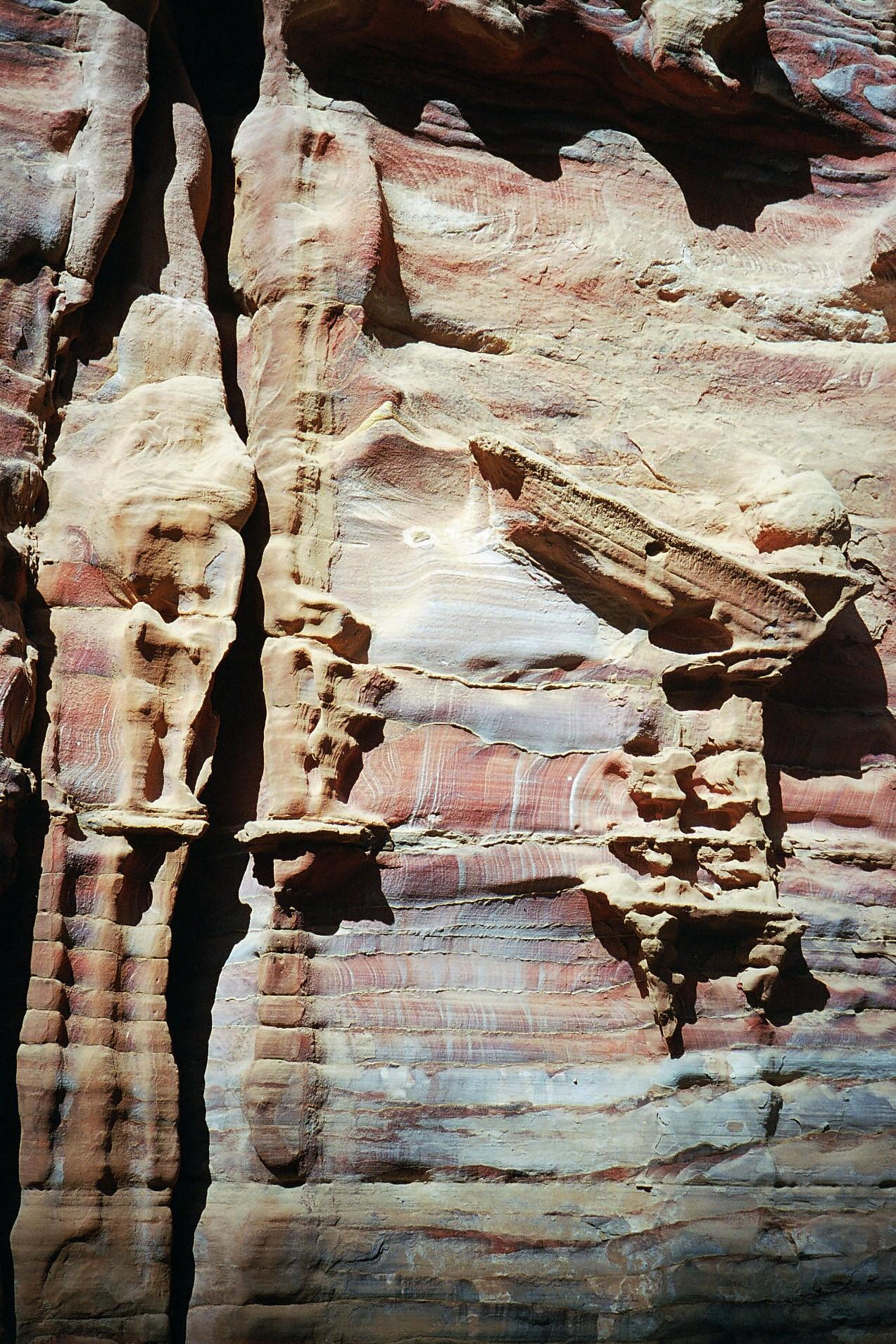
Las ruinas, los monumentos y la geología hacen único el lugar de Petra.

- Cada año desde 2005 se organiza el Foro de Petra, que, por iniciativa de las fundaciones del rey Abdalá II de Jordania y el premio nobel de la paz de 2005 Elie Wiesel, reúne a premios Nobel de todas las disciplinas y otras personalidades del mundo para promover la paz, particularmente en el Oriente Medio.
- En 2004, el gobierno jordano estableció un contrato con una empresa británica para construir una autopista para llevar a Petra tanto a expertos como a turistas.
- En mayo de 2005, la ciudadela jordana de Petra se hermanó con la de Machu Picchu, en el Perú.
- El 7 de julio de 2007, Petra fue designada una de las Siete Maravillas del Mundo Moderno, en concurso privado.
- Entrada al recinto:

1 día: 50 dinares jordanos
2 días: 55 dinares
Niños menores de 15 años: entrada gratuita.

## Petra en la cultura popular
- La novela de Agatha Christie "Cita con la muerte" (1937) está ambientada en Petra, en 1930.
- En la teleserie Vivir la vida los protagonistas visitan esta ciudad de piedra.
- El grupo The Sisters of Mercy realizó el video de la canción «Dominion/Mother Russia» en el edificio El Tesoro (Al Khazneh), en febrero de 1988.
- En Indiana Jones y la última cruzada, la fachada del Tesoro, en Petra, fue utilizada como escenario, aunque el interior, donde supuestamente se encuentra el Santo Grial, es creación artística.
- En Transformers: la venganza de los caídos se muestra el Monasterio de Petra. Según la película, Petra fue construida para resguardar la tumba de los "Primes", en donde se encontraba "la Matrix del Liderazgo". Bajo las órdenes de Jetfire, Sam va en busca de esta para revivir a Optimus Prime y evitar que "The Fallen" destruyera el Sol. Jetfire tenía la misión pero la encomendó a Sam porque ese era "su destino" bajo el siguiente acertijo: "Cuando el alba alumbre la "Punta de la Daga" (Pirámides de Giza) tres reyes (Cinturón de Orión) te "revelarán la entrada" (Petra)"
- En la película francesa de animación "Azur y Asmar" aparece la Tumba de los Obeliscos de Petra.
- En el videojuego para Xbox 360 Perfect Dark Zero puedes jugar en esta región de Petra.
- En el videojuego de SEGA "Sonic Unleashed" para Xbox 360, Wii y PS3, sale una zona llamada Shamar, en que la ciudad está basada en la cultura árabe, y en gran parte, en Petra, en el juego se puede jugar esta zona como Sonic en forma normal (erizo) o como Sonic en forma de erizo lobo.
- En el juego en línea WolfTeamLS hay un escenario de combate futurista que se desarrolla en Petra.
- En los videojuegos Overwatch y Overwatch 2, Petra es un escenario para modos de combate a muerte.

## Galería

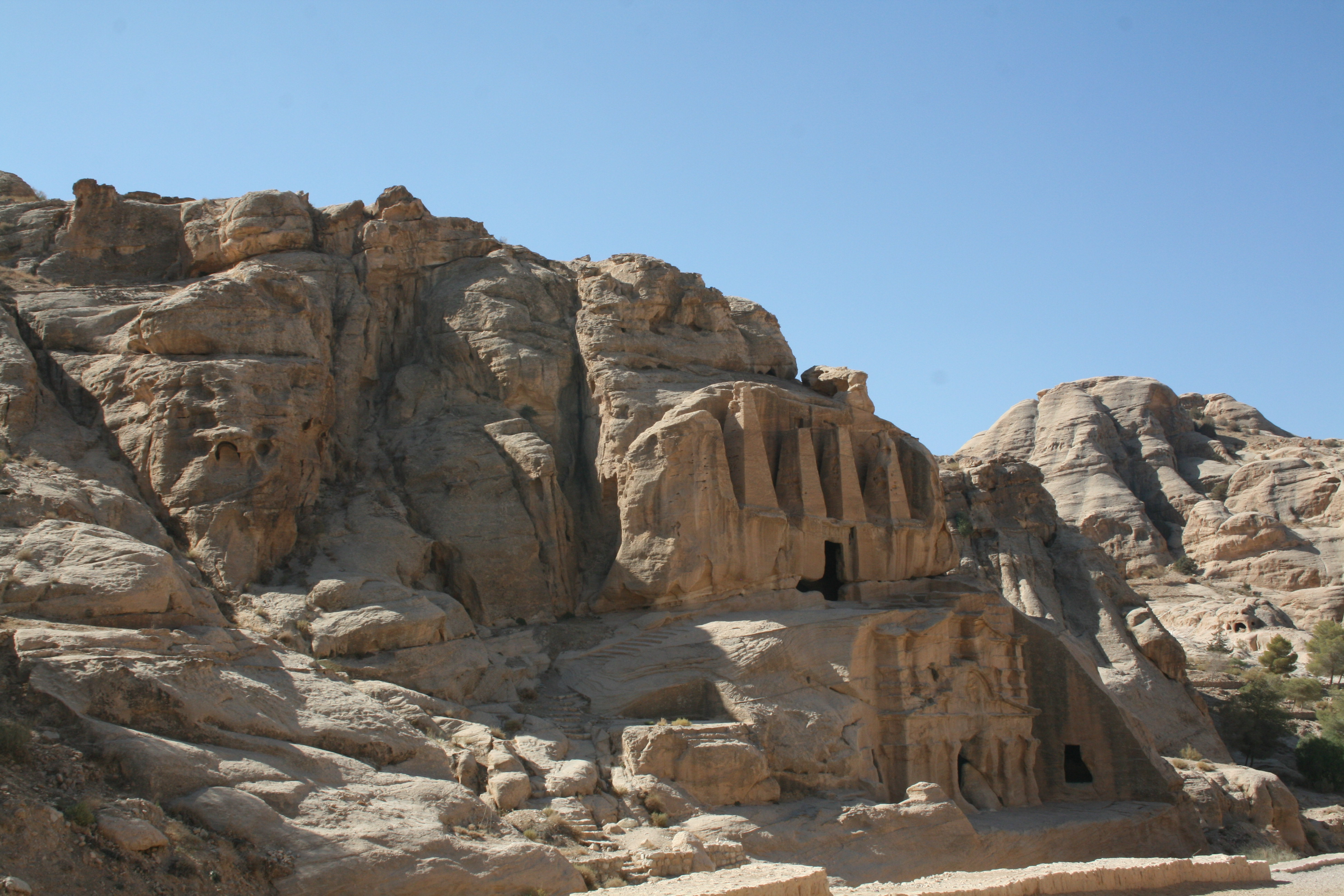
Tumba del Obelisco.
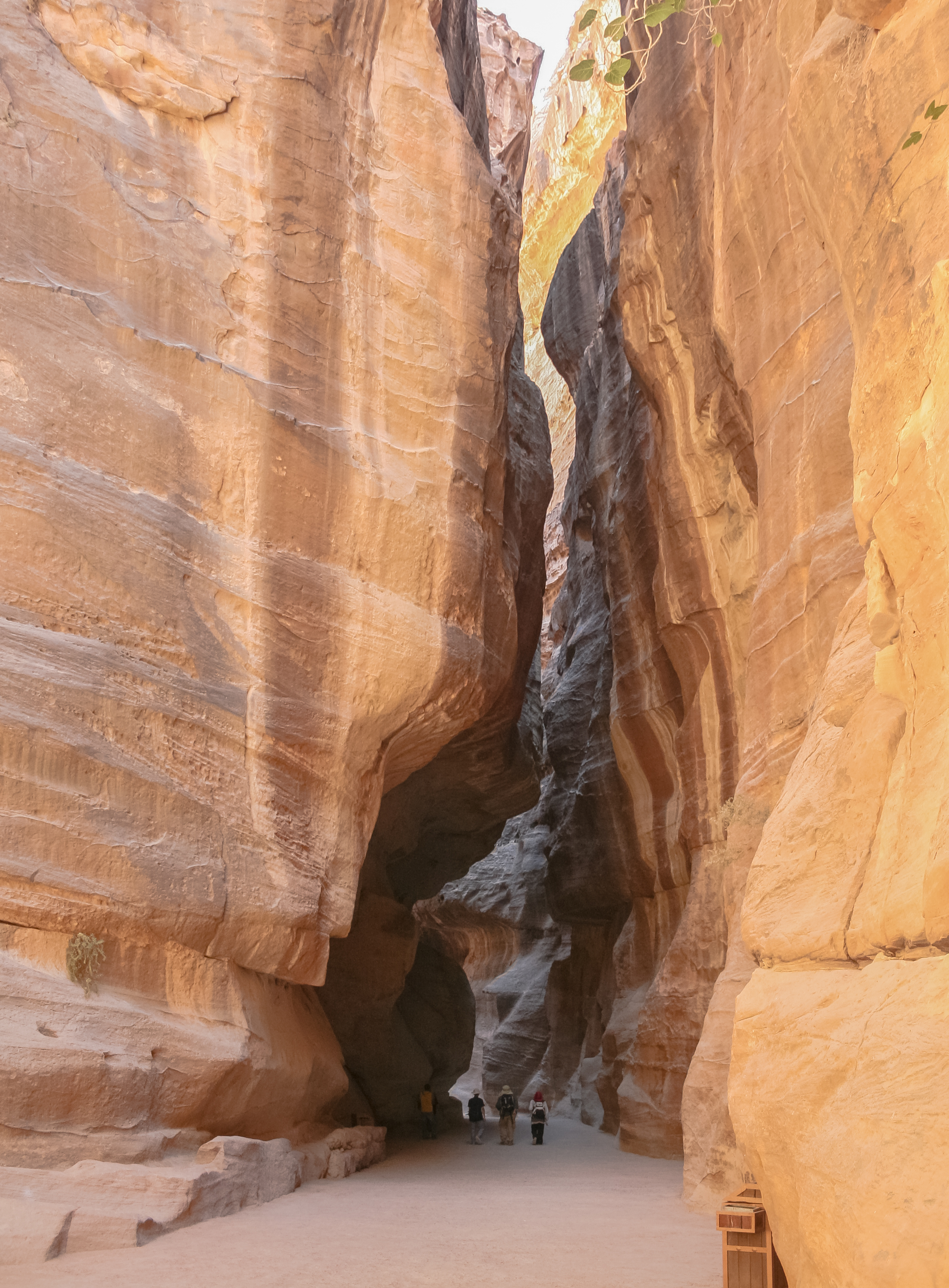
Al-Siq.
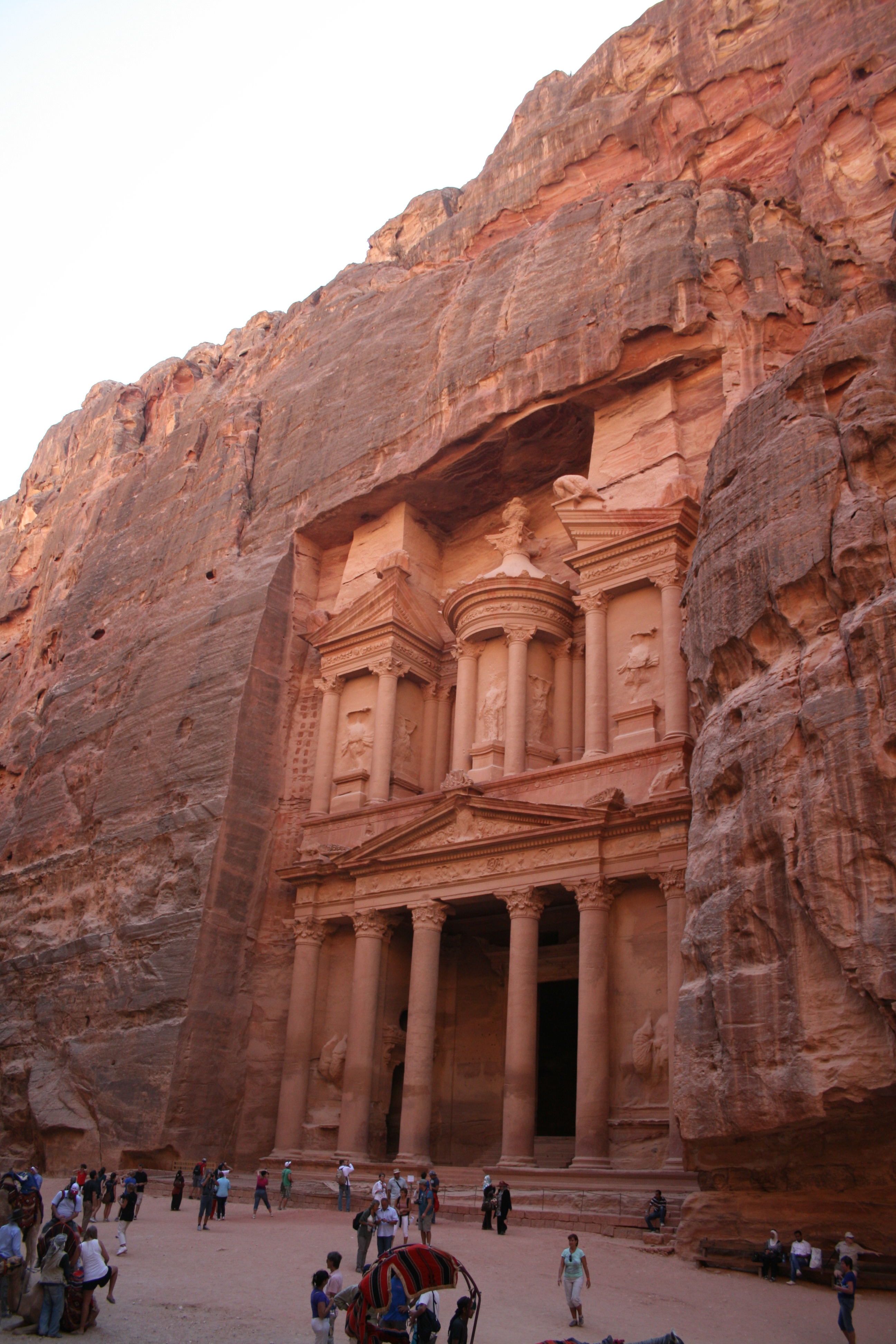
El Tesoro.
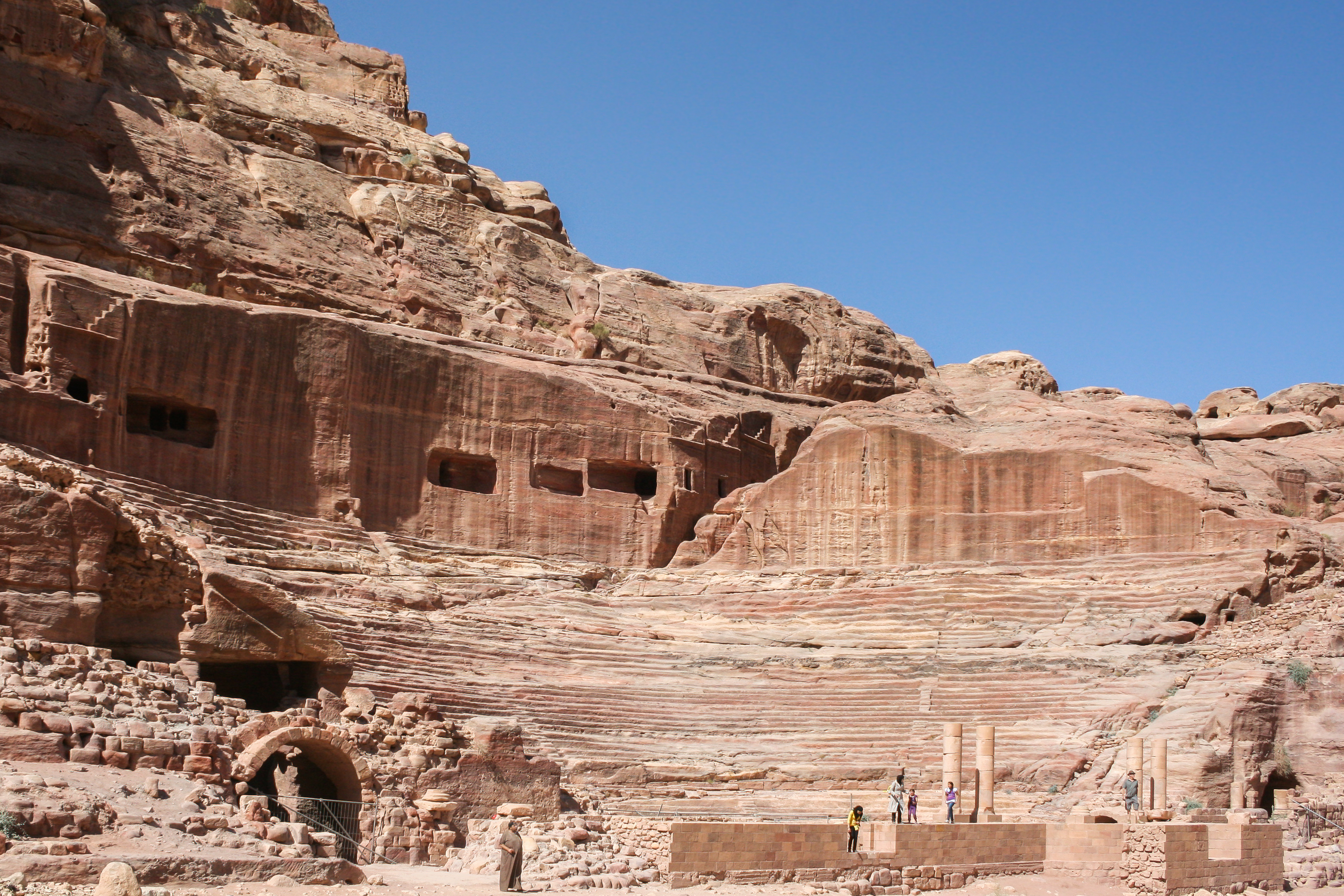
Anfiteatro.
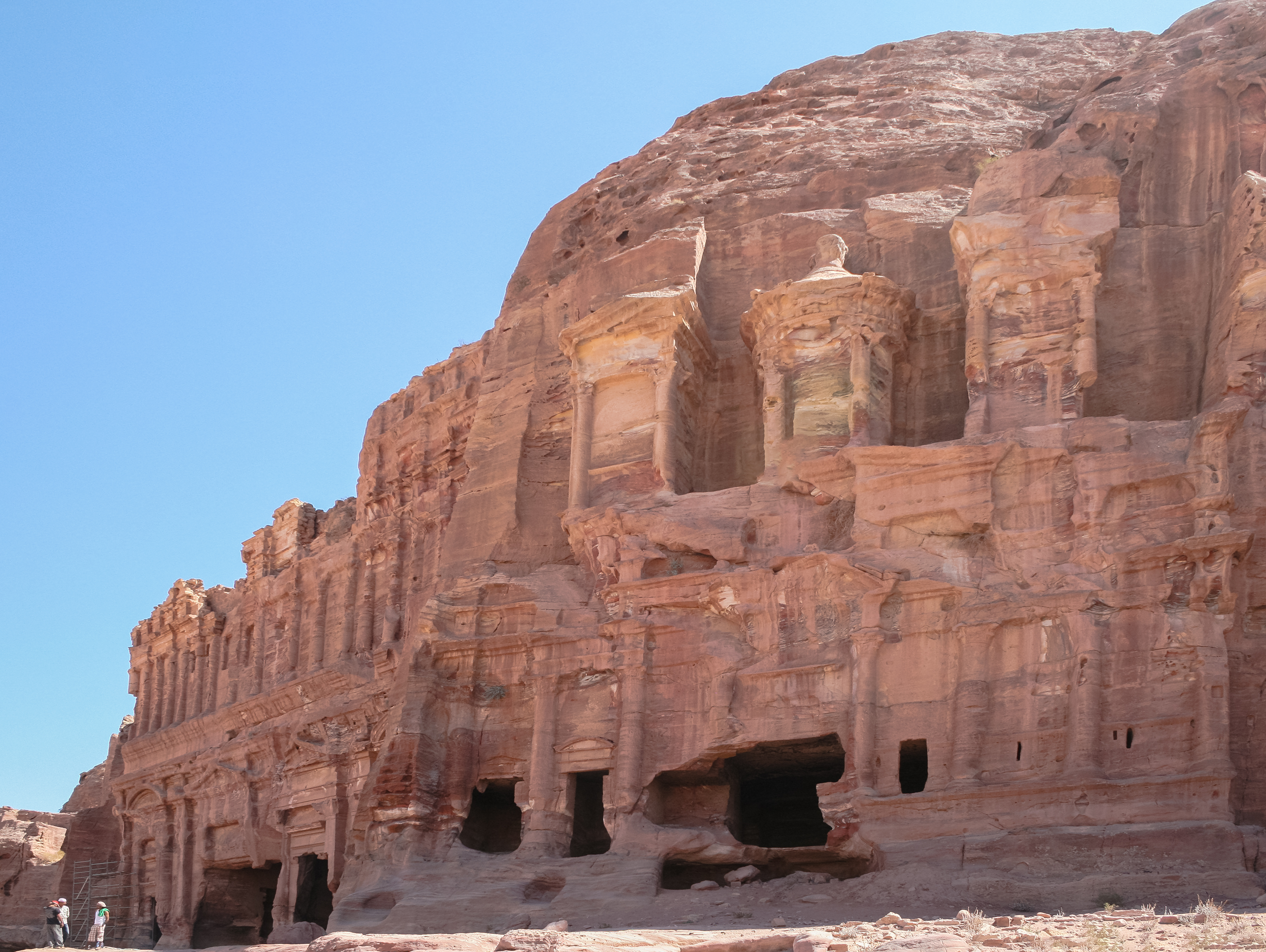
Tumba corintia.
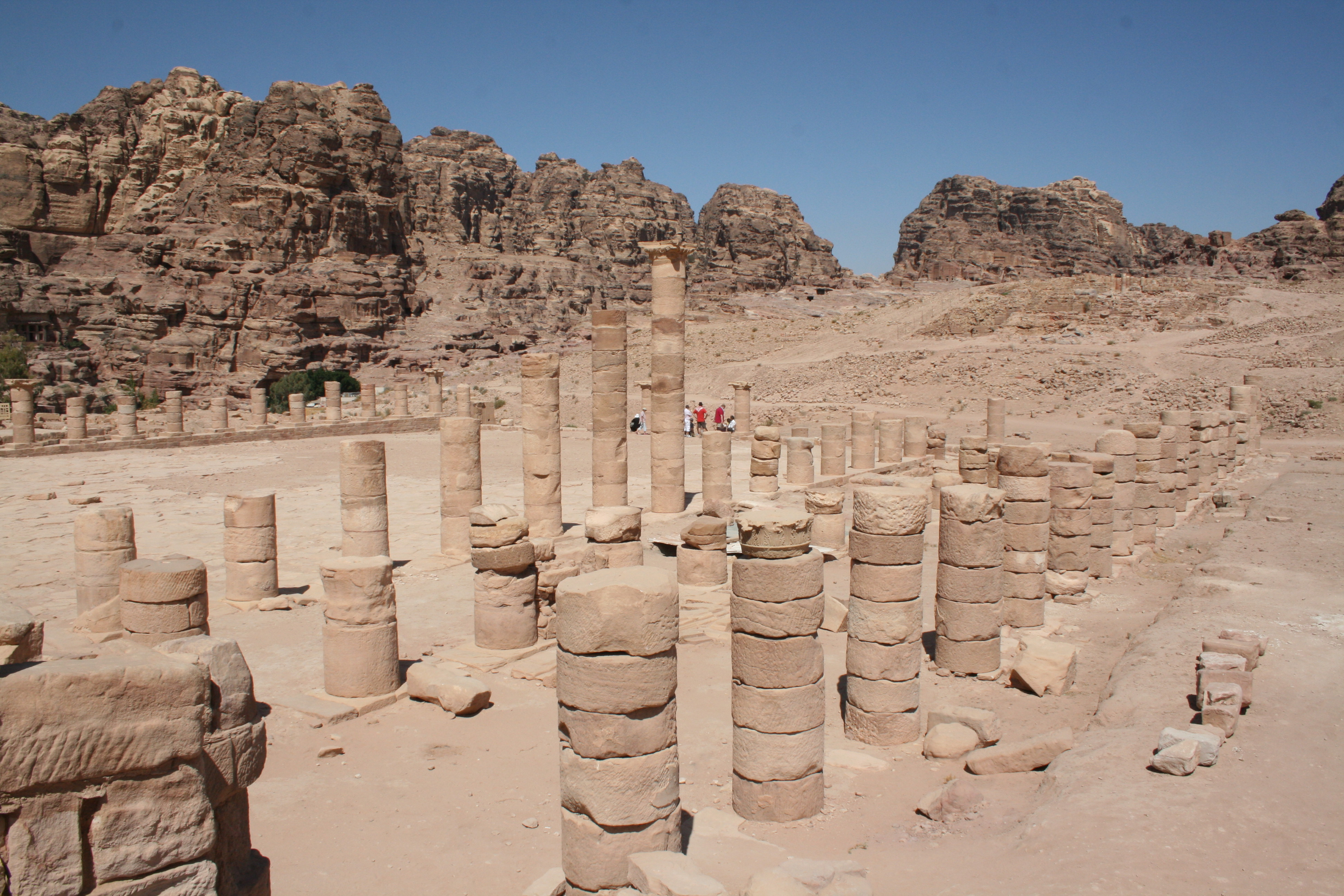
Columnas en el Gran Templo.
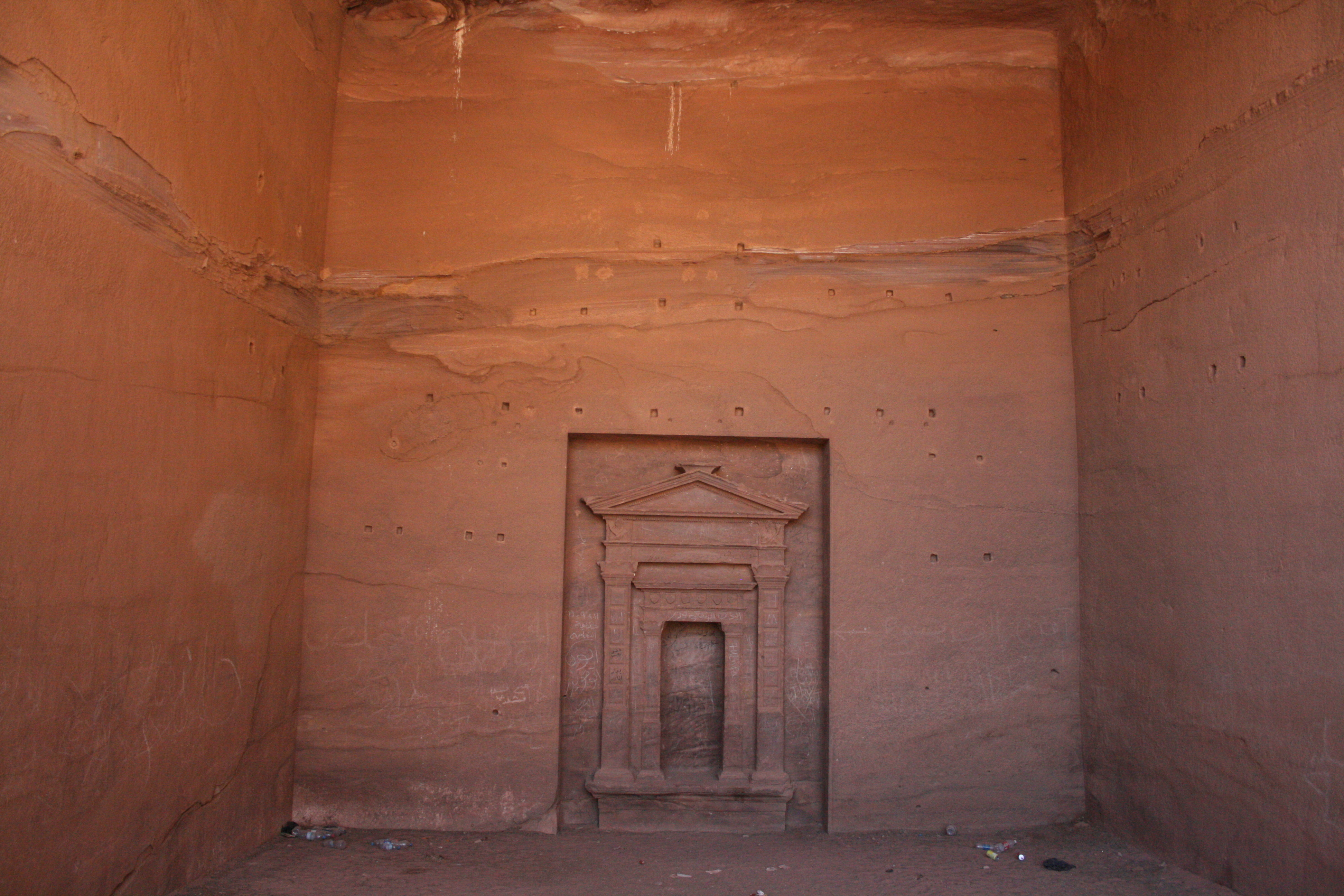
Vista del interior en la calle de las Fachadas.
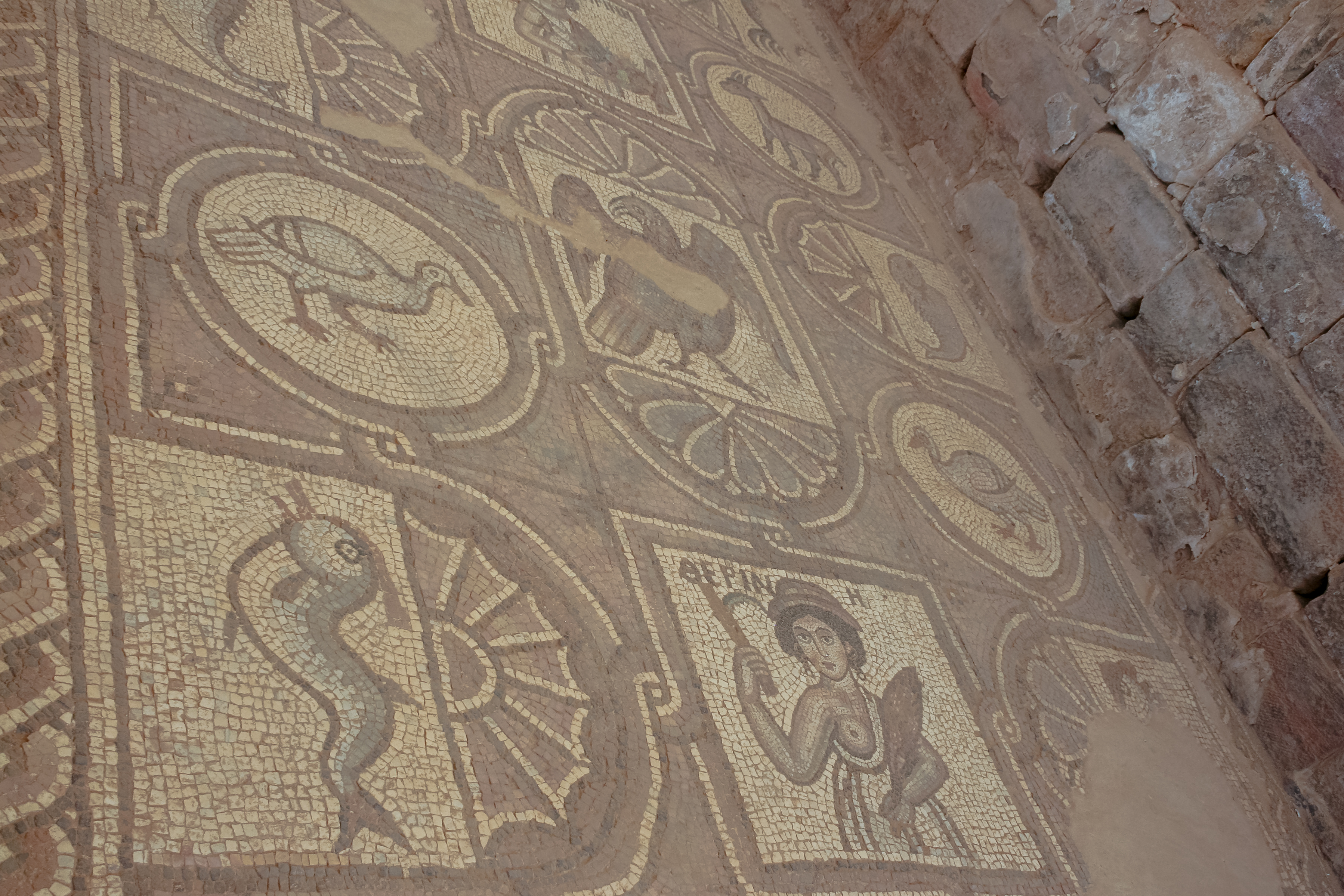
Mosaico en la Iglesia de Petra.
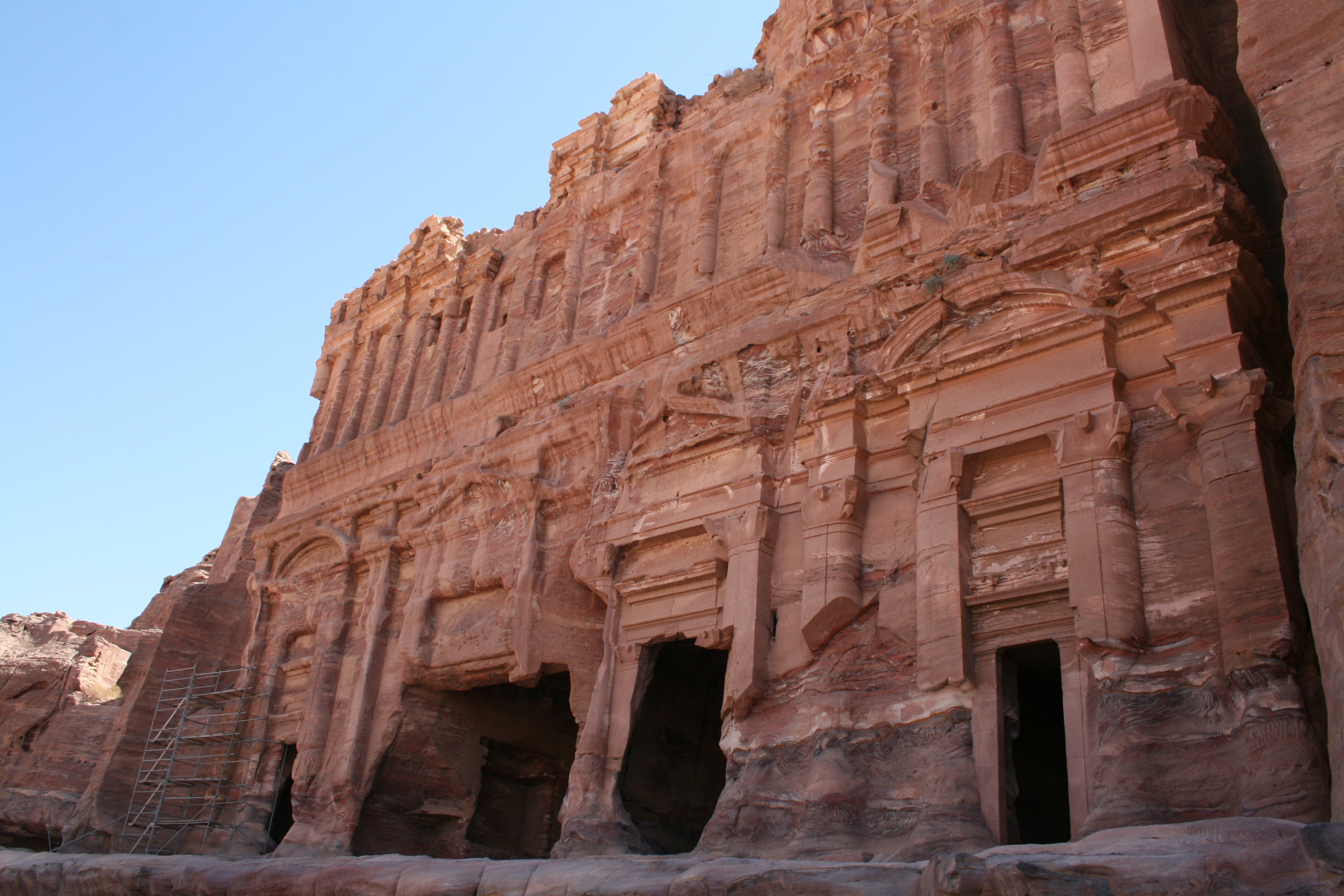
Tumba del Palacio.
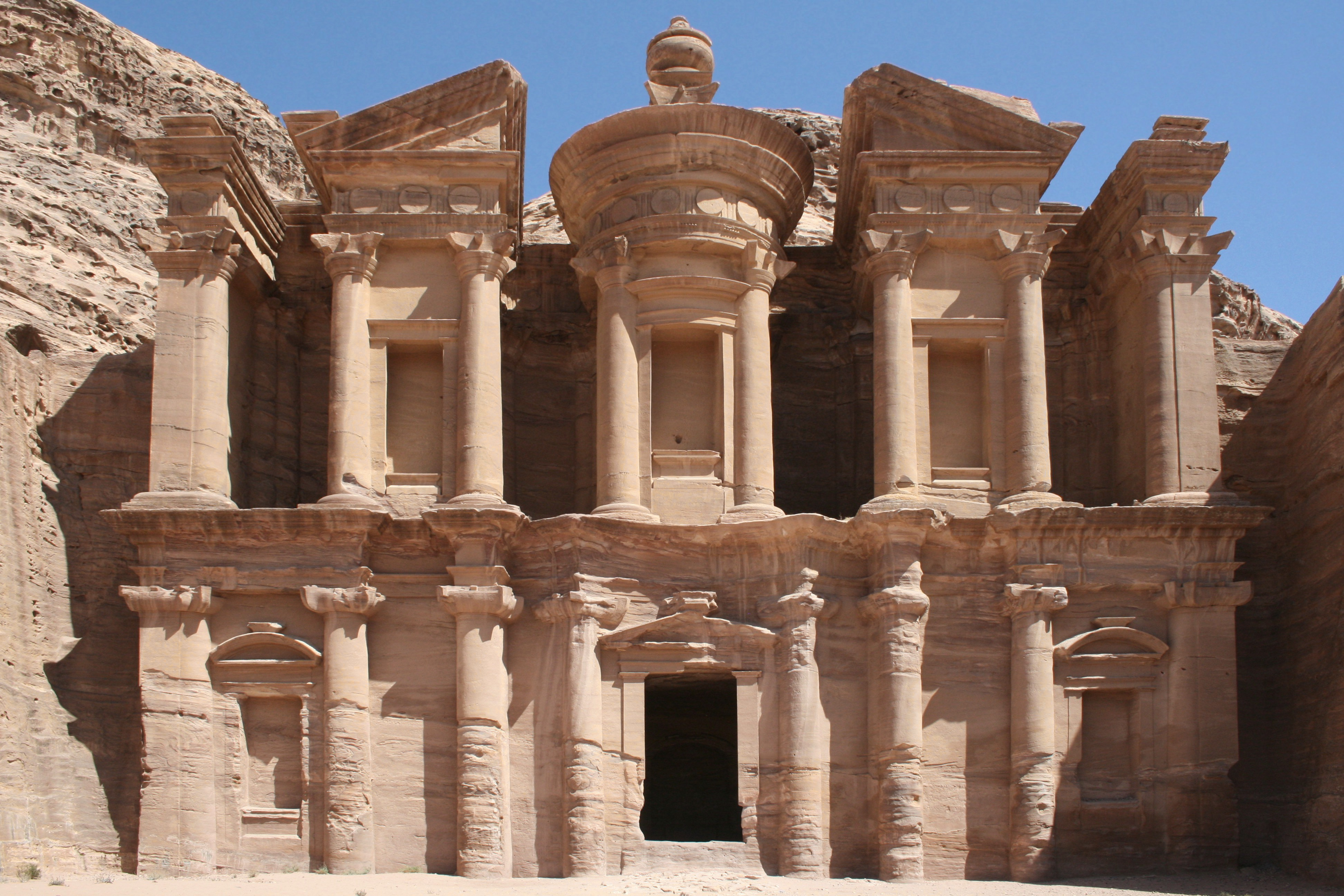
El Monasterio.